# Lahnwanderweg
Der Lahnwanderweg ist ein rund 295 km langer Wanderweg im Lahntal, der von der Quelle des Flusses bei Netphen über Marburg, Gießen, Wetzlar, Weilburg, Limburg, und Bad Ems nach Lahnstein an den Rhein führt. Der Lahnwanderweg ist damit die Verbindung zwischen dem Rothaarsteig in Nordrhein-Westfalen und dem Rheinsteig in Rheinland-Pfalz.

## Kurzbeschreibung

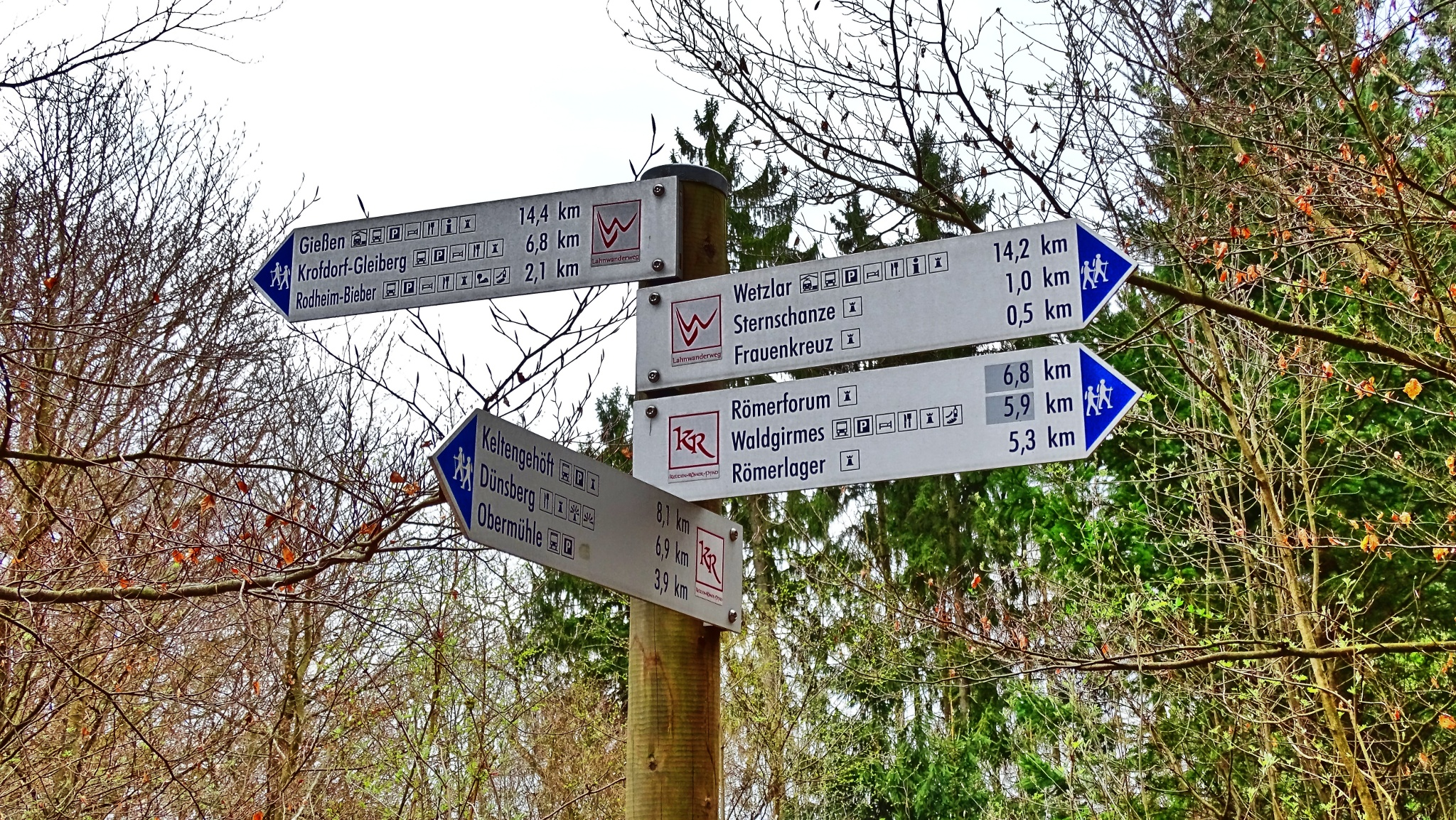
Wegweiser des Lahnwanderwegs am Frauenkreuz bei Lahnau

Der Lahnwanderweg beginnt im Siegerland und folgt von der Quelle aus dem Quellbach der Lahn bis nach Bad Laasphe. Hinter der Landesgrenze zu Hessen leitet der Lahnwanderweg ins Lahn-Dill-Bergland und steuert dann Marburg an. Durch den Krofdorfer Forst führt er nach Wetzlar. Ab Wetzlar trennt die Lahn den Taunus vom Westerwald. Der Lahnwanderweg führt abwechselnd links und rechts des Flusses westwärts und passiert dabei Braunfels, Weilburg und Limburg an der Lahn. Hinter Limburg erreicht der Lahnwanderweg Rheinland-Pfalz und leitet über Diez nach Nassau. Nächster Zielpunkt ist Bad Ems, bevor es durch die Ruppertsklamm nach Lahnstein zur Mündung der Lahn in den Rhein geht. Nahezu alle Etappen beginnen und enden an Bahnhöfen.
Als Nebenstrecken werden der Kelten-Römer-Pfad (zwischen Waldgirmes und Gießen), der Zuweg zwischen Krofdorf-Gleiberg und Gießen sowie die Bergmannsroute als alternative Strecke von Wetzlar nach Braunfels vorgeschlagen. Diese werden, sofern sie über eigene Wanderwegsprädikate verfügen, unter dem Namen Lahn-Facetten vermarktet.
Entlang der Strecke sind unter anderem sehenswert:
- Lahnquelle
- Schloss Wittgenstein
- Rimbergturm
- Burg Weißenstein
- Altstadt von Marburg
- Burg Vetzberg
- Burg Gleiberg
- Schloss Braunfels
- Wildpark Tiergarten Weilburg
- Kubacher Kristallhöhle
- Lahnmarmor-Museum Villmar
- Burg Runkel
- Altstadt von Limburg an der Lahn mit Dom
- Altstadt und Schloss in Diez
- Zeche Laurenburg
- Steinsches Schloss bei Nassau
- Ruppertsklamm bei Lahnstein

## Geschichte
Das touristische Wandern entlang der Lahn hat eine lange Geschichte. Die Tour des jungen Johann Wolfgang von Goethe am 11. September 1772 von Wetzlar nach Ems ist dabei nur das bekannteste Beispiel. Im frühen 19. Jahrhundert wurden verschiedene begleitende Routen zur Lahn angelegt, meist als Höhenwege über Erhebungen abseits des eigentlichen Flussverlaufs. Seit den 1980er Jahren bemühen sich die Kommunen und Landkreise um die Förderung des Sanften Tourismus auf und am Fluss, zunächst mit Schwerpunkt auf Paddeltourismus und Radfahren, zunehmend aber auch mit Blick auf Wanderer. Als Folge dieser Bemühungen wurden verschiedene bestehende Routen überarbeitet, verbunden und ausgeschildert. 1994 wurde dieses Wegesystem als Lahnhöhenweg offiziell eingeweiht.
2002 wurde der Lahntal Tourismus Verband gegründet, dem zahlreiche Kommunen und Tourismusverbände der Region angehören. Im Rahmen des Verbands kam die Idee auf, eine Wanderroute zu schaffen, die den inzwischen gewandelten Vorstellungen zum Wandertourismus besser entsprechen sollte. Insbesondere sollte der neue Wanderweg näher an kulturelle Sehenswürdigkeiten und interessante Naturräume heranführen, um möglichst viel Abwechslung zu bieten, und möglichst wenig über asphaltierte Strecken verlaufen, auch wenn dies stellenweise zu einem größeren Abstand zum Flussufer und zu stärkeren Steigungsstrecken führen sollte. Ein weiterer Leitgedanke der Neugestaltung war eine möglichst gute Anbindung an den ÖPNV sowie eine bessere Beschilderung. Insgesamt sollten die Qualitätskriterien erfüllt werden, die verschiedene Akteure in den vorangegangenen Jahren für eine Zertifizierung aufgestellt hatten. In die Ausarbeitung des Lahnwanderwegs wurden auch die Wander- und Gebirgsvereine einbezogen, die im Lahntal aktiv sind: Sauerländischer Gebirgsverein, Oberhessischer Gebirgsverein, Vogelsberger Höhen-Club, Taunusklub und Westerwaldverein.
Nach mehrjähriger Vorbereitung, insbesondere mit Blick auf Forstrecht und Umweltschutz, wurde 2010 das erste Teilstück des Lahnwanderwegs am Unterlauf, dort in wenigen Teilen auf der alten Route des Lahnhöhenwegs, eröffnet. Die vollständige Eröffnung erfolgte 2012. Im Januar 2013 wurde der Lahnwanderweg vom Deutschen Wanderverband mit dem Prädikat Qualitätsweg Wanderbares Deutschland ausgezeichnet.

## Verlauf
| Etappe | Start          | Ziel            | Strecke (km) | Gehzeit (h) | Schwierigkeit |
| ------ | -------------- | --------------- | ------------ | ----------- | ------------- |
| 1      | Lahnquelle     | Feudingen       | 14,3         | 4,5         | mittel        |
| 2      | Feudingen      | Bad Laasphe     | 16,8         | 5           | mittel        |
| 3      | Bad Laasphe    | Biedenkopf      | 17,5         | 5,5         | mittel        |
| 4      | Biedenkopf     | Buchenau        | 12,5         | 3,5         | leicht        |
| 5      | Buchenau       | Caldern         | 13,3         | 4           | mittel        |
| 6      | Caldern        | Marburg         | 15,9         | 5           | mittel        |
| 7      | Marburg        | Fronhausen      | 24,5         | 7,5         | schwer        |
| 8      | Fronhausen     | Lollar          | 11,9         | 3,5         | leicht        |
| 9      | Lollar         | Rodheim-Bieber  | 21,4         | 7           | mittel        |
| 10     | Rodheim-Bieber | Wetzlar         | 16,4         | 4,5         | mittel        |
| 11     | Wetzlar        | Braunfels       | 13,0         | 4           | leicht        |
| 12     | Braunfels      | Weilburg        | 18,1         | 6           | mittel        |
| 13     | Weilburg       | Aumenau         | 19,4         | 6,5         | mittel        |
| 14     | Aumenau        | Villmar         | 12,7         | 4           | leicht        |
| 15     | Villmar        | Limburg         | 13,5         | 4,5         | mittel        |
| 16     | Limburg        | Balduinstein    | 13,8         | 4,5         | mittel        |
| 17     | Balduinstein   | Obernhof        | 19,3         | 6,5         | schwer        |
| 18     | Obernhof       | Bad Ems         | 19,5         | 7           | schwer        |
| 19     | Bad Ems        | Niederlahnstein | 16,4         | 5           | mittel        |

Die Aufteilung in 19 Etappen soll eine möglichst flexible Gestaltung des Wandererlebnisses ermöglichen. Der Lahntal Tourismus Verband schlägt als eine Variante vor, jede einzelne Etappe als Tagestour anzugehen und den gesamten Weg in drei Wochen mit jeweils sechs bzw. sieben Marschtagen anzugehen. Als Alternative kann der Weg auch in sechs langen Wanderwochenenden mit jeweils drei bzw. vier Tagesetappen angegangen werden: Lahnquelle bis Biedenkopf, Biedenkopf bis Marburg, Marburg bis Gießen, Gießen bis Weilburg, Weilburg bis Balduinstein und Balduinstein bis Lahnstein. Eine weitere Variante ergibt sich durch die Aufteilung der vorletzten, mit 22 Kilometern längsten Etappe von Obernhof/Weinähr nach Bad Ems in zwei Tagesstrecken mit Zwischenübernachtung in Laurenburg.
Bei der Detailplanung der Tagesetappen wurde die im anfänglichen Konzept geforderte gute Verkehrsanbindung umgesetzt: 18 der 19 Etappen enden an Bahnhöfen und eine an einer Bushaltestelle. Der Weg ist in beide Gehrichtungen markiert, sowohl flussab- wie -aufwärts. Auch in verschiedenen Tourenplanern findet man beide Etappenbeschreibungen.
Der Lahnwanderweg ist auf seiner Strecke durch Wegzeichen mit den stilisierten Buchstaben „LW“ in Dunkelrot auf weißem Grund markiert.
Rundwege (in Auswahl):
| Name              | Start      | Ziel              | Strecke (km) | Gehzeit (h) | Schwierigkeit | Markierung                                                           |
| ----------------- | ---------- | ----------------- | ------------ | ----------- | ------------- | -------------------------------------------------------------------- |
| Kelten-Römer-Pfad | Waldgirmes | Gießen            | 38,2         | 11          | leicht        | Dunkelrotes „KR“ auf weißem Grund im Schriftstil der Hauptmarkierung |
| Zuweg Gießen      | Gießen     | Krofdorf-Gleiberg | 7,2          | 2           | leicht        | Markierung des Hauptwegs auf gelbem Grund                            |
| Bergmannsroute    | Wetzlar    | Wetzlar           | 26,4         | 10          | leicht        | Stilisierte Schlägel und Eisen in Schwarz                            |

## Rundwege (in Auswahl)
Der Lahnwanderweg verfügt über mehrere Zuwege (zum Beispiel nach Gießen) und ist außerdem in ein Netz aus Rundwegen eingebettet. Diejenigen Rundwanderwege, die mit einem Wegeprädikat ausgezeichnet wurden, werden im Lahntal als „Lahn-Facetten“ bezeichnet.

### Kelten-Römer-Pfad

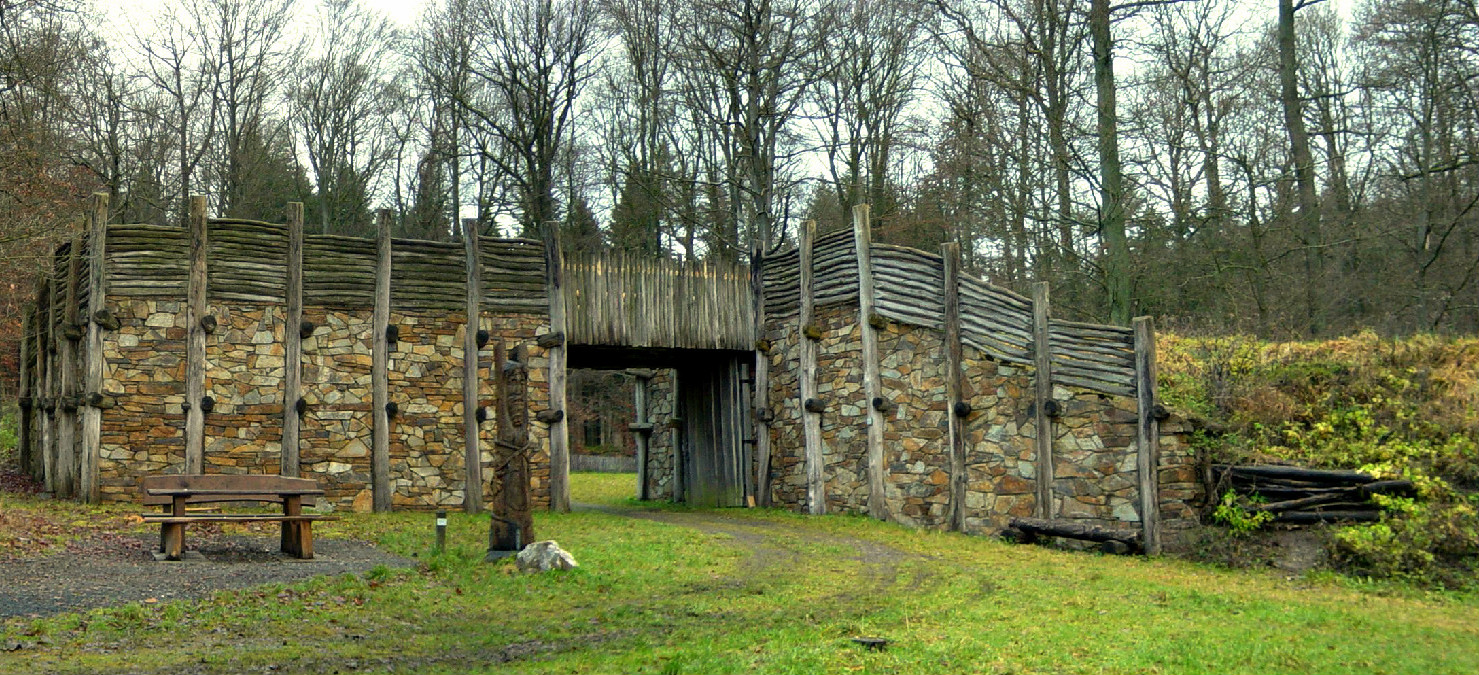
Rekonstruiertes Tor an der Ringwallanlage Dünsberg

- Distanz: 38,2 km
- Gehzeit: 11 Stunden
- Schwierigkeit: leicht

| Ort/Sehenswürdigkeit | Strecke (km) | Höhe (m ü. NHN) | Weitere Informationen    |
| -------------------- | ------------ | --------------- | ------------------------ |
| Beginn Waldgirmes    | 0,0          |                 | Römerforum               |
| Ende Tagesetappe 1   | 9,9          | 195             | Bahnhof Rodheim-Bieber   |
| Ende Tagesetappe 2   | 23,1         |                 | Ortsmitte Fellingshausen |
| Ende Tagesetappe 3   | 38,2         |                 | Bahnhof Gießen           |

#### Beschreibung
Der vom Landkreis Gießen betreute Kelten-Römer-Pfad ist auf drei Tagesetappen ausgelegt und befasst sich mit der antiken Geschichte der Region.
Startpunkt ist das Römerforum in Waldgirmes. Der Weg folgt kurz darauf einem Waldlehrpfad bis zu einer Schutzhütte am Frauenkreuz, um dann auf dem Lahnwanderweg bis zum Ende der ersten Tagesetappe in Rodheim-Bieber zu verlaufen.
Die zweite Etappe verläuft von Rodheim-Bieber zunächst auf dem Lahnwanderweg zurück, um an einem Hochbehälter nach rechts abzubiegen. An Reh-, Stein-, Stroh- und Obermühle vorbei überschreitet die Route den Dünsberggraben und steigt zum Dünsberg auf. Dieser höchste Berg der Region war ein keltischer Siedlungsplatz, dessen drei Ringwälle auch heute noch gut zu erkennen sind. Für Wanderer ist dort ein Rastplatz mit Bänken vorhanden. Vorbei an einem rekonstruierten Keltenhof am Fuß des Bergs führt die Etappe zu ihrem Ziel im Ortskern von Fellingshausen.
Die letzte Etappe verläuft zunächst auf dem Weg der Voretappe nach Fellingshausen wieder zurück und biegt an der Toteneiche in ein dichtes Waldgebiet ein. Nahe der Burgruine Vetzberg geht der Weg in die offene Feldgemarkung über. An der Ruine verläuft die Nebenstrecke kurz deckungsgleich mit der Hauptstrecke des Lahnwanderwegs, verlässt diese aber am Südrand von Krofdorf-Gleiberg wieder. Von hier an verläuft der Kelten-Römer-Pfad über den Zuweg Gießen des Hauptwegs.

### Bergmannsroute
Siehe Hauptartikel Bergmannsroute
- Distanz: 26,4 km
- Gehzeit: 10 Stunden
- Schwierigkeit: leicht

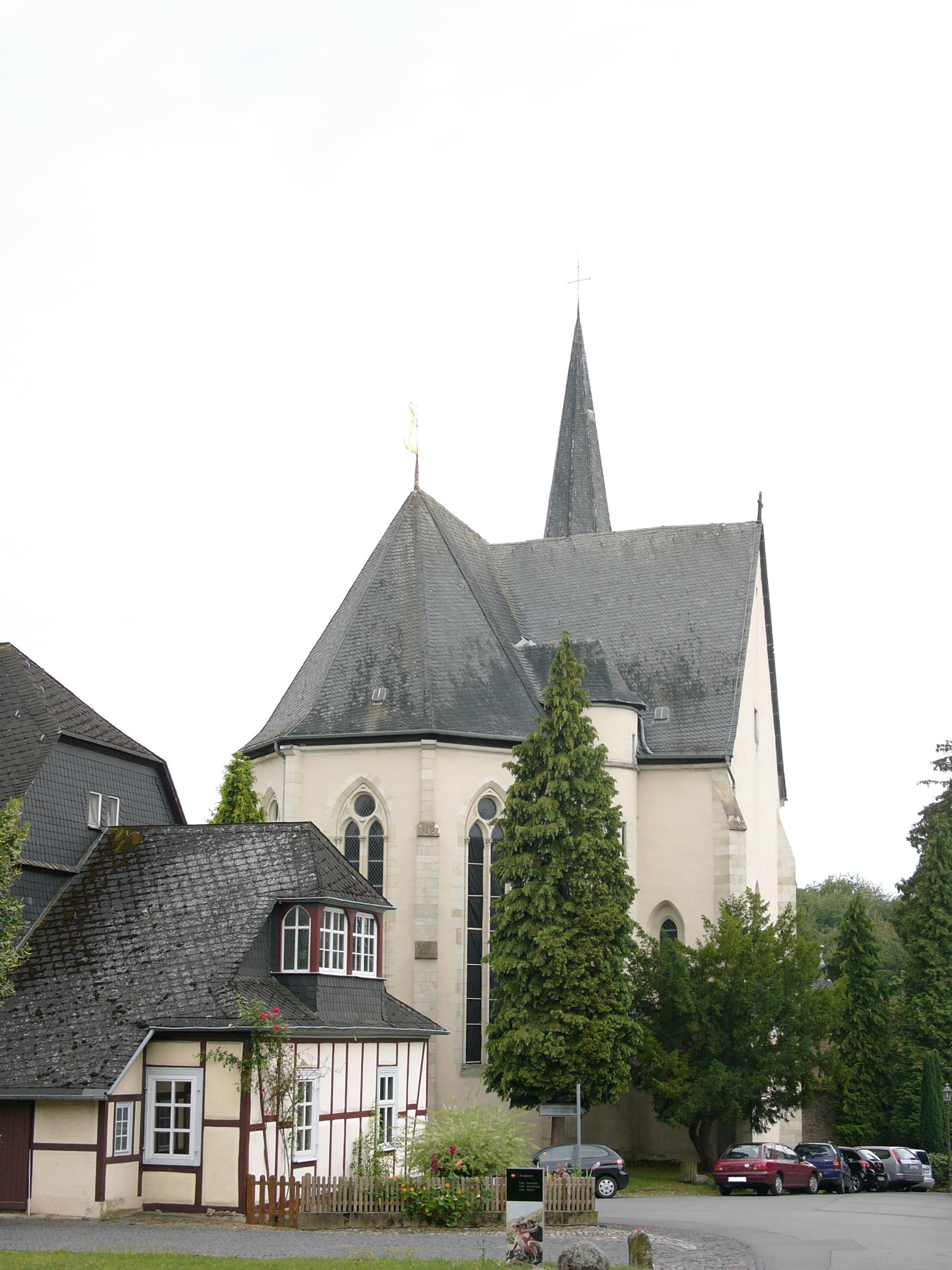
Klosterkirche Altenberg

Dieses Nebenstrecke thematisiert die Bergbautradition in der Region Lahn-Dill. Vom Bahnhof Wetzlar aus ist die erste Markierung in der Lahnstraße zu finden. Von dort führt der Weg unmittelbar am Ufer der Lahn entlang aus der Stadt hinaus in den Stadtteil Dalheim. Die anschließende Steigung ermöglicht einige Panoramablicke in die Landschaft. Kurz darauf bieten sich das ehemalige Kloster Altenberg und das Besucherbergwerk Grube Fortuna als Zielpunkte an. Die Grube verfügt über einen oberirdischen Bergbau-Lehrpfad.
Kurz hinter der Grube folgt der Rastplatz „Karls-Ruhe“ an der Schäferburg. Der Weg führt am Ortsrand von Niederbiel und schließlich auf dem letzten Teilstück an der Bundesstraße 49 entlang nach Leun. Dort geht es am Bahnhof vorbei wieder aus dem Ort hinaus und durch dichten Buchenwald bergauf nach Braunfels. Durch den Schlosspark ist das Schloss Braunfels zu erreichen, an dem die Bergmannsroute wieder in den Lahnwanderweg mündet.

### HöhenLuft
- Distanz: 10,4 km
- Gehzeit: knapp 4 Stunden
- Schwierigkeit: mittel

Diese Lahn-Facette beginnt und endet im Kurgebiet von Bad Ems, an der Kreuzung von Römerstraße und Grabenstraße unmittelbar am Lahnufer. Über Grabenstraße, Pfahlgraben und Ernst-Vogler-Weg überwinder sie, teils in Serpentinen, den Anstieg in die bewaldeten Hänge des Tals oberhalb der Kurstadt. Die Route führt unmittelbar am trutzigen Bismarckturm vorbei, der zwar nicht besteigen werden kann aber mit einer Gaststätte aufwartet. Nach wenigen hundert Metern durch ein Wohngebiet auf der Otto-Balzer-Straße folgt ein Abschnitt auf der Dr.-Waldemar-Kühnel-Promenade und der Bismarckpromenade der in Teilen am Rand des Kurparks Bismarckhöhe entlang führt. Danach taucht sie in die dichten Mischwälder der Lahnhöhe ein, kommt an den Resten eines römischen Limesturms und dem Hügelsporn der Hohen Bann vorbei, um sich am südlichen Ortsrand von Kemmenau wieder dem Abstieg zuzuwenden. Am Rahmberg und der Wochenendsiedlung Odenbach vorbei folgt ein weiterer, kleinerer Anstieg zum Concordiaturm mit Aussichtsplattformen und Restaurant. Von dort ist es nur noch ein kurzer Abstieg bis zum Ausgangspunkt.

## Tagestouren/Etappen

### 1. Etappe: Lahnquelle – Feudingen

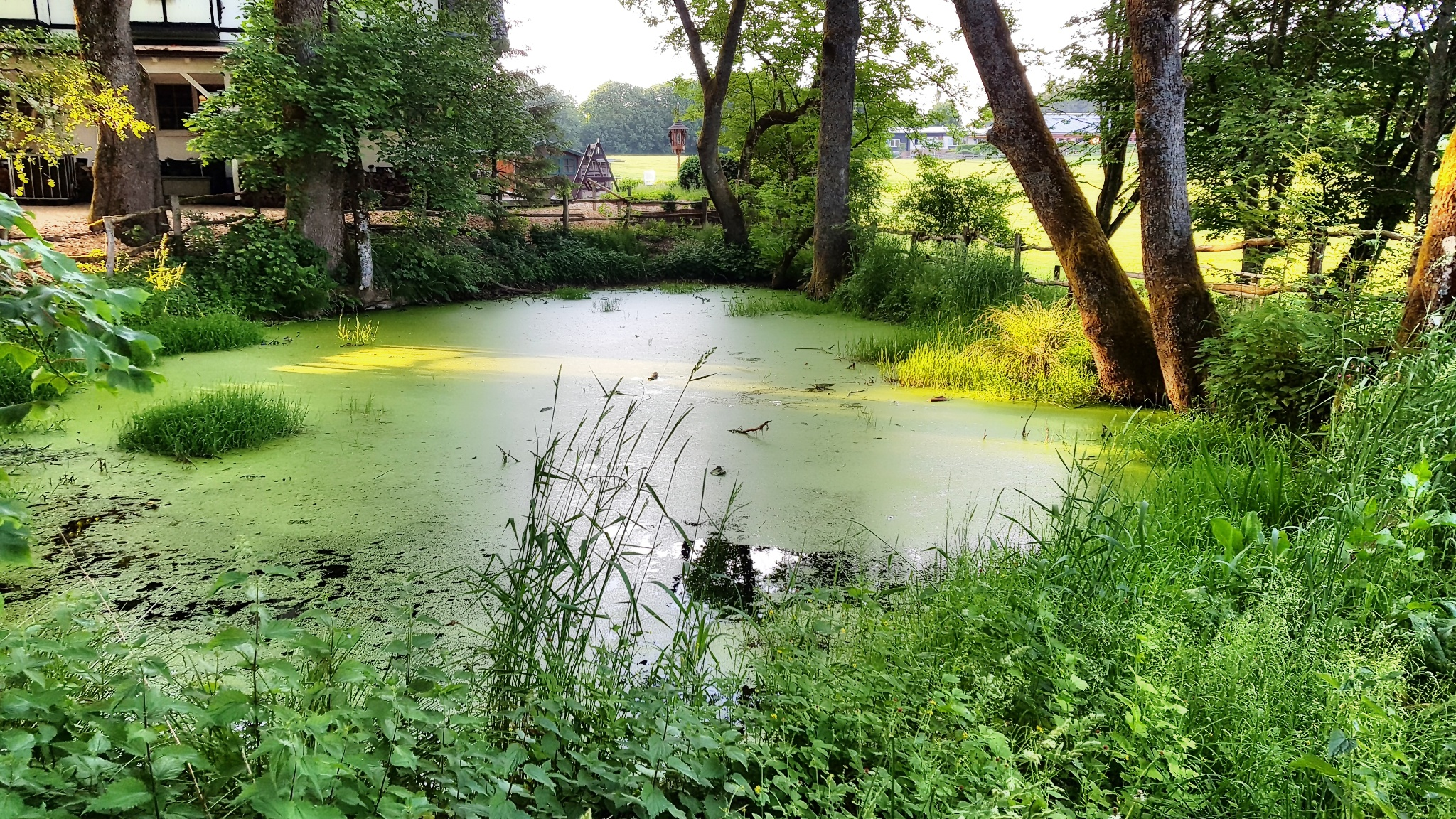
Blick auf den Quellteich der Lahn

- Distanz: 14,3 km
- Gehzeit: 4,5 Stunden
- Schwierigkeit: mittel

| Ort/Sehenswürdigkeit              | Strecke (km) | Höhe (m ü. NHN) | Weitere Informationen                                          |
| --------------------------------- | ------------ | --------------- | -------------------------------------------------------------- |
| Lahnquelle                        | 0,0          | 607             | Bushaltestelle                                                 |
| Wanderparkplatz                   | 0,6          | 608             | Schutzhütte und Denkmal liegen 200 Meter unterhalb             |
| Märchenweg „Kleiner Rothaar“      | 3,4          | 657             | Weg mit Märchenfiguren, teilweise deckungsgleich               |
| Ilsequelle                        | 4,0          | 614             | Bänke und Tische zur Rast                                      |
| Heiligenborn                      | 5,2          | 604             | Bushaltestelle                                                 |
| Wanderparkplatz                   | 5,7          | 625             |                                                                |
| Aussichtsplatz oberhalb Feudingen | 11,8         | 490             |                                                                |
| Etappenende Feudingen             | 14,3         | 392             | Straße „Zum Eichholz“ und Sieg-Lahn-Straße führen zum Bahnhof. |

#### Beschreibung
Der Lahnwanderweg beginnt am Quellteich der Lahn in Netphen-Nenkersdorf. Hier verläuft er auf den ersten Kilometern teilweise deckungsgleich mit dem Rothaarsteig. Vom Forsthaus nahe der Lahnquelle geht es auf einem kurzen Abschnitt entlang der Straße Lahnhof bergan, nach dem Hotel „Lahnhof“ unmittelbar rechts und kurz darauf wieder links. Der Weg führt zum Wanderparkplatz, der sich auch für die Anreise mit dem Auto anbietet, und überquert dort die Landesstraße 722.
Hier taucht der Weg in den Wald ein, der Teil des Rothaargebirges ist, und schlängelt sich einige Zeit lang neben der schmalen Eisenstraße entlang. Nach deren Überquerung schwenkt der Lahnwanderweg nach links auf einen breiten Forstweg ein und folgt diesem sanft bergab bis in die Nähe der Ilsequelle, vom Mittelalter bis ins 17. Jahrhundert eine der bekanntesten Heilquellen Europas. Dort teilt sich der Weg eine Zeit lang die Route mit dem Märchenwanderweg Kleiner Rothaar, der von fantasievollen Figuren begleitet wird.
An der Ilsequelle laden eine Wanderliege und Tische zur Rast ein. Mehrere Querungen der Ilse und ihrer Nebenbäche sind mit Holzdielen und einer Brücke möglich. Bergan und an einer Grillhütte vorbei geht es durch den kleinen Weiler Heiligenborn und an einem weiteren Wanderparkplatz vorbei in Richtung Feudingen. Der Weg führt hier wieder bergab und durch dichten Wald.
Kurz vor dem Ende der Etappe in Feudingen öffnet sich die Landschaft an einem Rastplatz wieder zu einem Panoramablick. Die Straße „Zum Eichholz“ führt zum Endpunkt der Etappe an der Ecke zur Straße „Im Kalterbach“. Linker Hand schließen sich die Ortsmitte mit einem Bahnhof an der Bahnstrecke Kreuztal–Cölbe an.

### 2. Etappe: Feudingen – Bad Laasphe

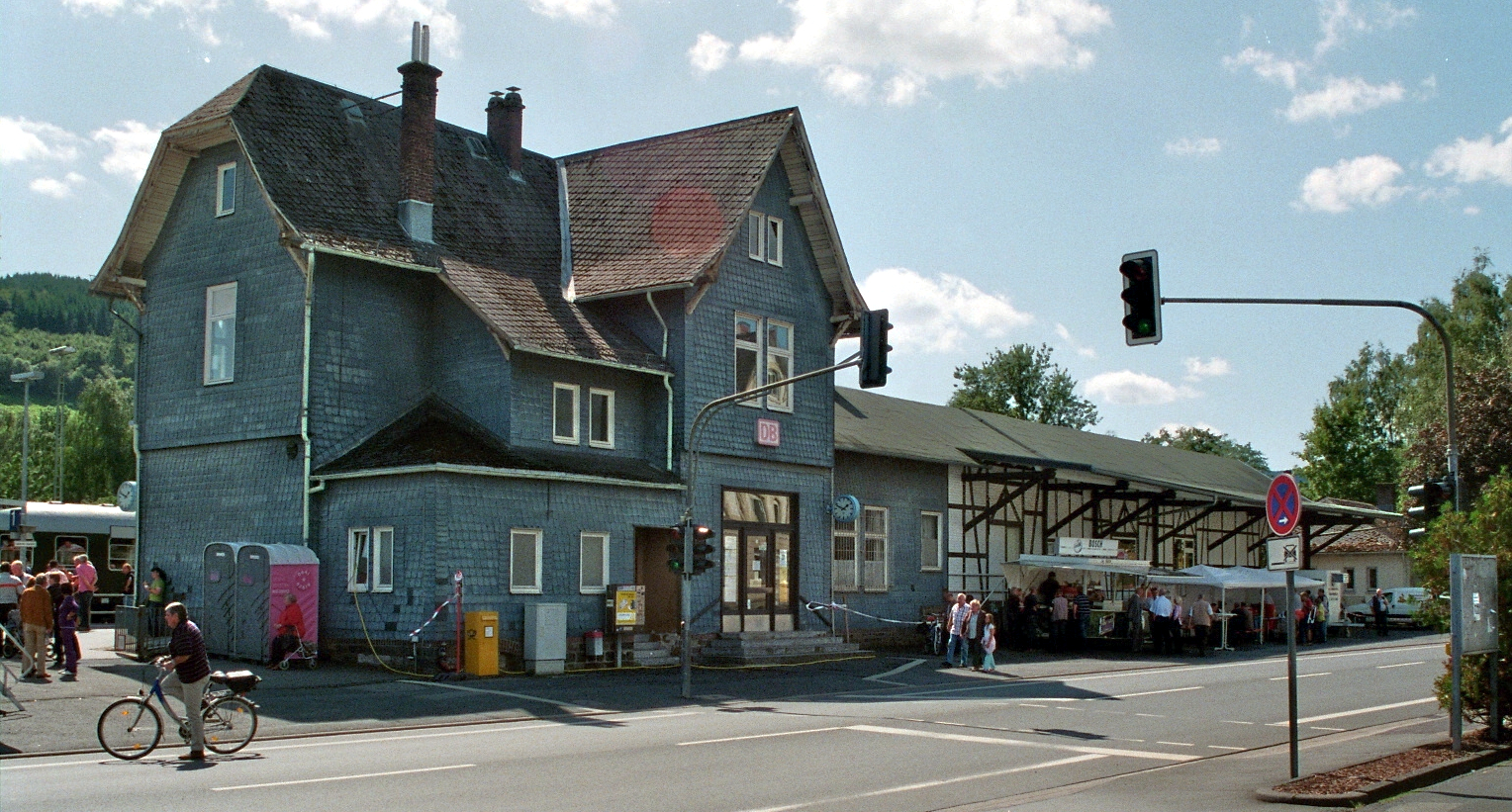
Bahnhof Bad Laasphe

- Distanz: 16,8 km
- Gehzeit: 5 Stunden
- Schwierigkeit: mittel

| Ort/Sehenswürdigkeit     | Strecke (km) | Höhe (m ü. NHN) | Weitere Informationen                                         |
| ------------------------ | ------------ | --------------- | ------------------------------------------------------------- |
| Etappenbeginn Feudingen  | 0,0          | 392             | Straße „Zum Eichholz“ und Sieg-Lahn-Straße führen zum Bahnhof |
| Weidelbacher Weiher      | 3,3          | 503             | Rastplatz                                                     |
| Großgemeindestein        | 7,8          | 525             |                                                               |
| Wahlbachsmühle           | 10,6         | 364             | Lahnquerung                                                   |
| Ortsmitte Saßmannshausen | 11,5         | 367             | Wegweiser, Bushaltestelle                                     |
| Schloss Wittgenstein     | 15,0         | 465             | Schloßcafé                                                    |
| Etappenende Bad Laasphe  | 16,8         | 322             | Zum Bahnhof rund 650 Meter die Bahnhofstraße entlang          |

#### Beschreibung
Unmittelbar nach dem Etappenstart folgt ein erster Anstieg in Richtung Südwesten aus Feudingen hinaus in Richtung der Bettelmannsbuche. Heute steht eine Schutzhütte an der Stelle des 1976 einem Orkan zum Opfer gefallenen und bis dahin landschaftsprägenden Baums, allerdings rund 100 Meter rechter Hand abseits des Lahnwanderwegs. Kurz vor dem Abzweig zur Schutzhütte ist die erste Steigungsstrecke bewältigt.
An der folgenden Gefällestrecke liegt der Weidelbacher Weiher mit einem Rastplatz unmittelbar am Weg. Die Route folgt weiter bachabwärts dem Weidelbach- und dem Ilsetal. An der Abzweigung zum Großgemeindestein verlässt der Lahnwanderweg das Tal und ein erneuter Anstieg ist zu bewältigen. Beim kurz darauf zu passierenden Großgemeindestein handelt es sich um ein vergleichsweise junges Kulturdenkmal: ein Gedenkstein für die Gründung der Großgemeinde Bad Laasphe im Jahr 1976, der im geographischen Mittelpunkt der Kommune steht. Für den Wanderer endet an diesem Punkt die zweite deutliche Steigungsstrecke dieser Etappe und zwei Schutzhütten stehen am Denkmal zur Verfügung. Nun ist nur noch ein moderater Anstieg nötig, bis es wieder hinab ins Lahntal geht.
An der Wahlbachmühle überquert der Weg die Lahn und schwenkt dann nach rechts auf die Landstraße nach Saßmannshausen ein. Im Ort kann die Bundesstraße 62 sicher überquert werden. Es folgt ein langer aber selten steiler Anstieg auf die Höhen linksseits des Flusses. An einem großen Friedwald vorbei geht es über den Bergrücken zum Schloss Wittgenstein. Das Wahrzeichen der Region verfügt über ein allerdings nicht durchgängig geöffnetes Café. Über ein sanftes Gefälle und vorbei am historischen Friedhof läuft der Wanderer in Bad Laasphe ein. Über den Max-Präger-Weg, Schloß- und Königstraße ist das Etappenende unmittelbar Wilhelmsplatz und an der örtlichen Tourist-Information, dem „Haus des Gastes“, erreicht.

### 3. Etappe: Bad Laasphe – Biedenkopf

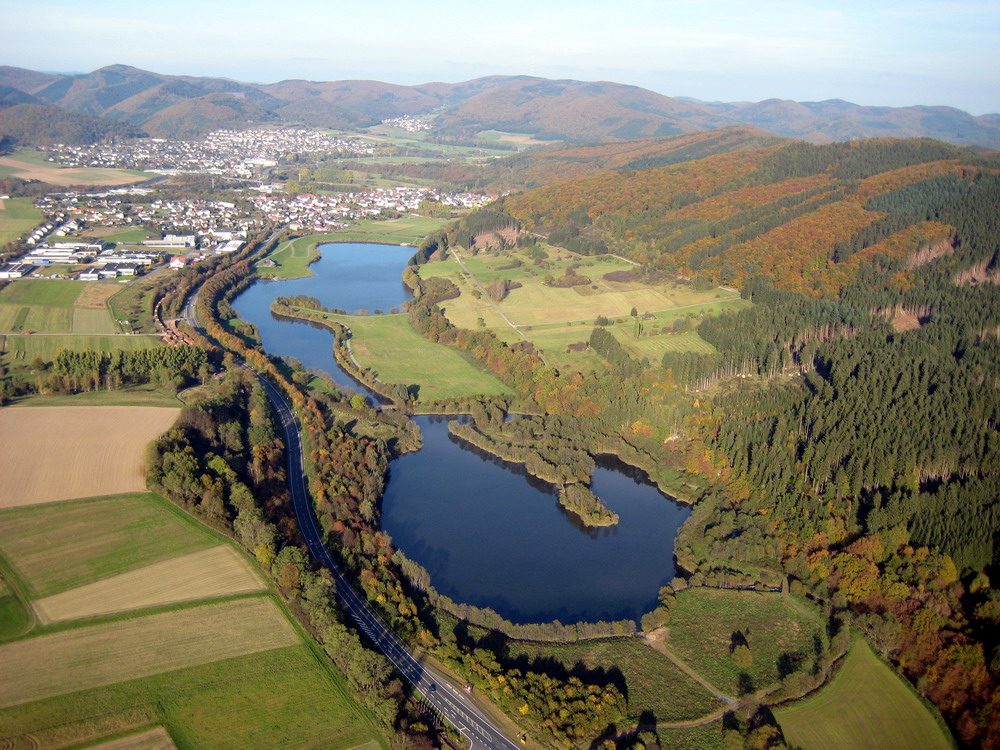
Perfstausee

- Distanz: 17,7 km
- Gehzeit: 5,5 Stunden
- Schwierigkeit: mittel

| Ort/Sehenswürdigkeit      | Strecke (km) | Höhe (m ü. NHN) | Weitere Informationen                   |
| ------------------------- | ------------ | --------------- | --------------------------------------- |
| Etappenbeginn Bad Laasphe | 0,0          | 322             |                                         |
| Hugo-Kracht-Hütte         | 2,4          | 481             | Rastplatz, Aussichtspunkt               |
| Gipfelhütte Entenberg     | 3,1          | 517             | Rastplatz, Gipfelbuch                   |
| Perfstausee               | 5,4          | 400             | Wanderparkplatz, Gastronomie, Badeplatz |
| Stehtischler              | 11,1         | 467             | Schutzhütte                             |
| Kolumbustempel            | 16,0         | 331             | Aussichtspunkt                          |
| Etappenende Biedenkopf    | 17,5         | 272             | Unmittelbar am Bahnhof                  |

#### Beschreibung
Es handelt sich um eine der Etappen mit den größten Höhenunterschieden des gesamten Weges. Die Route führt zu Beginn über eine Steigungsstrecke vom „Haus des Gastes“ am Rand des Kurparks von Bad Laasphe entlang. Für eine erste Verschnaufpause bietet sich die Hugo-Kracht-Hütte an. Sie ist nach dem Wanderliteratur-Autor und Mitbegründer des Deutschen Jugendherbergswerks benannt, der 1953 in Bad Laasphe starb. Die Hütte bietet einen imposanten Ausblick über die Stadt und das Umland. Die Steigungsetappe ist dort allerdings noch nicht beendet. Sie führt noch knapp einen Kilometer, teilweise durch Wiederaufforstungsflächen als Folge des Orkans „Kyrill“, bis zum Gipfel des Entenbergs. Dort ist in einem Kasten an einem Baum ein Gipfelbuch vorhanden, in das sich Wanderer eintragen können.
Es folgt eine Bergab-Tour bis in den Biedenkopfer Stadtteil Breidenstein hinein. Dort ist der Perfstausee mit seinen Angeboten als Naherholungsgebiet der nächste Anlaufpunkt. Der erst 1984 nach einer Überflutung angelegte Stausee ist auch wegen seiner vielfältigen Vogelwelt bemerkenswert. Auf die Rast am See folgt eine Etappe mit zwar lang gestreckten aber insgesamt erträglichen Steigungen, über die der Lahnwanderweg sich streckenweise in Serpentinen erstreckt. In diesem Gebiet beginnt die historische Region, die als Hessisches Hinterland bekannt ist. Kurz hinter der Schutzhütte „Stehtischler“ ist der höchste Punkt erreicht. Nun geht es erneut hangabwärts wieder zurück an die Lahn. Kurz vor dem Ortsrand von Biedenkopf lädt der pagodenähnlich gebaute Kolumbustempel zum Panorama-Ausblick ein. Nun folgen einige letzte Serpentinen, bevor es über einen Wanderparkplatz an der Bundesstraße 62, eine Lahnbrücke und die Bachgrundstraße zum Bahnhof Biedenkopf geht, wo diese Etappe endet.

### 4. Etappe: Biedenkopf – Buchenau

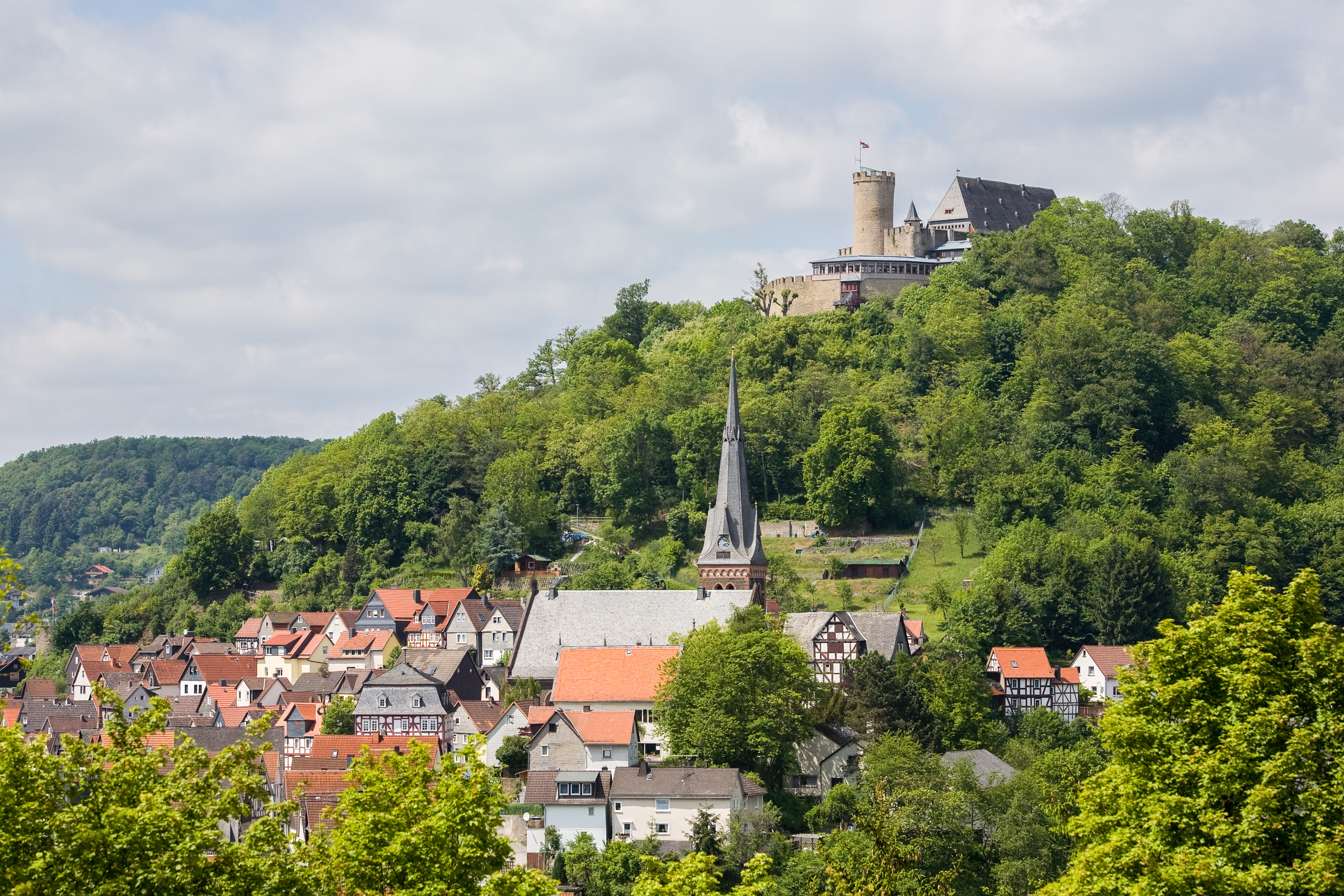
Oberstadt und Schloss von Biedenkopf

- Distanz: 12,5 km
- Gehzeit: 3,5 Stunden
- Schwierigkeit: leicht

| Ort/Sehenswürdigkeit     | Strecke (km) | Höhe (m ü. NHN) | Weitere Informationen  |
| ------------------------ | ------------ | --------------- | ---------------------- |
| Etappenbeginn Biedenkopf | 0,0          | 272             |                        |
| Lippershardt             | 2,0          | 368             | Schutzhütte            |
| Am Roten Stein           | 3,8          | 327             | Wanderparkplatz        |
| Landgrafenbuche          | 6,6          | 463             | Naturdenkmal           |
| Katzenbach               | 7,4          | 376             | Einkehrmöglichkeit     |
| Wolfsgeschirr            | 9,9          | 328             |                        |
| Etappenende Buchenau     | 12,5         | 233             | Unmittelbar am Bahnhof |

#### Beschreibung
Die Route führt zunächst über die Straße „Lahnweg“ an den Bahngleisen entlang, um dann nach einem scharfen Linksknick auf die Straße „Im Frauental“ in Richtung Wald zu führen. Nach einer Spitzkehre verlassen Wanderer das Stadtgebiet und bewegen sich an einem Friedhof vorbei um den Fuß des Frauenbergs herum und stetig bergauf. Hier verläuft ein Stück weit die Wanderroute „Lahnextratour“ deckungsgleich. Die erste geschützte Rastmöglichkeit bietet sich am Rastplatz Lippershardt mit seiner Hütte. Die von nun an weitgehend ebene Strecke folgt dem Waldrand bis zum Wanderparkplatz „Am Roten Stein“.
Nach der Querung des Mußbachs steht das stärkste Steigungsstück der Etappe bevor. Durch dichten Wald geht es um die Erhebungen Rahmbusch und Schwanert herum. Nordöstlich des Schwanerts steht die Landgrafenbuche, eine imposante, 28 Meter hohe Rotbuche. Nächster markanter Anlaufpunkt ist der mit rund einem Dutzend Häusern winzige Ort Katzenbach, der dennoch einen Gasthof als Einkehrmöglichkeit bietet. Der Weg folgt nun grob dem Katzenbachtal bis nach Buchenau. Kurz bevor dort das Ende der Etappe folgt, ist an die Wegekreuzung „Wolfsgeschirr“ als der Ort markiert, an dem 1747 der letzte Wolf in der Region erlegt wurde. In Buchenau quert der Weg erneut die Lahn und endet am örtlichen Bahnhof.

### 5. Etappe: Buchenau – Caldern

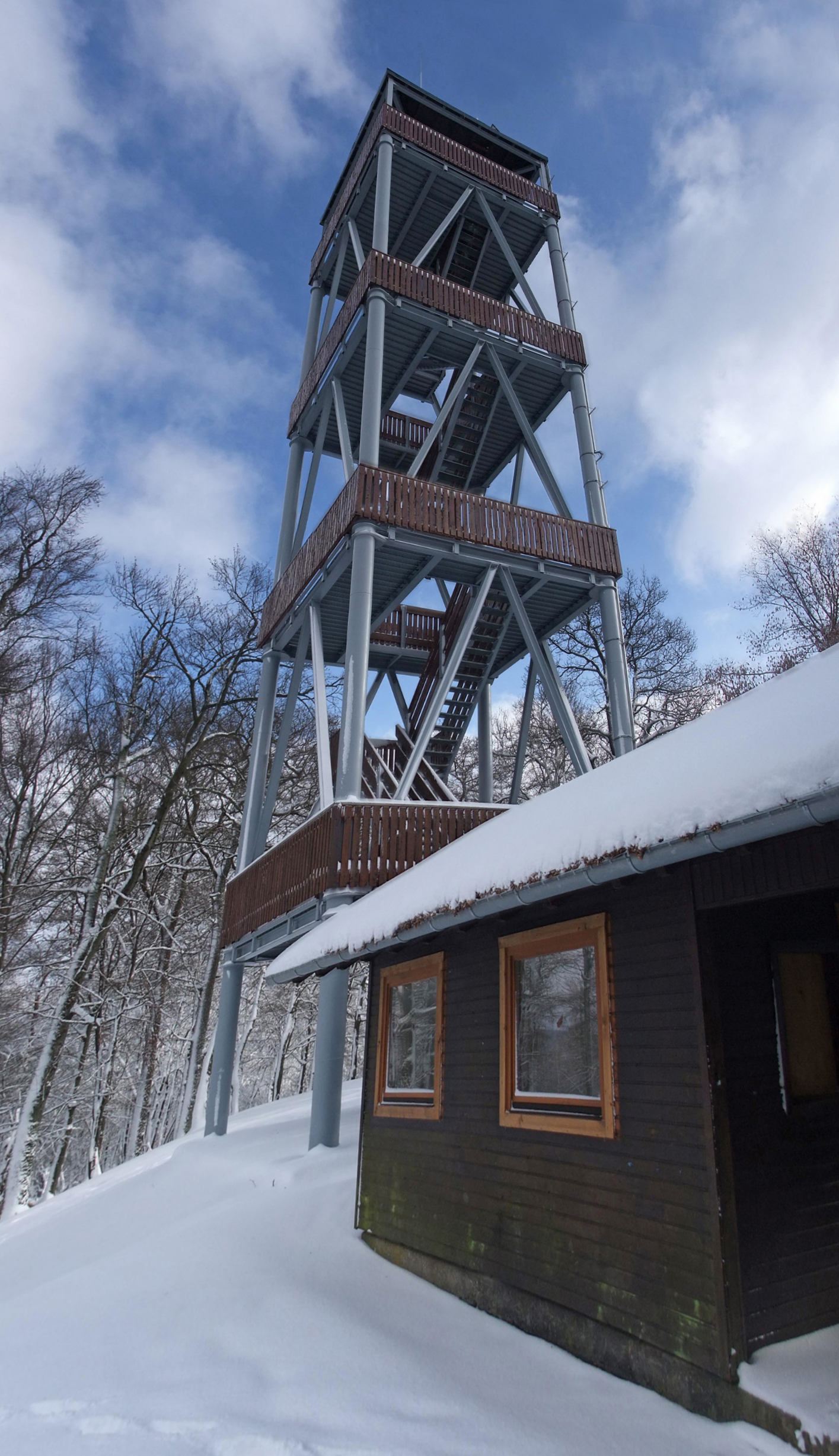
Rimbergturm

- Distanz: 13,3 km
- Gehzeit: 4 Stunden
- Schwierigkeit: mittel

| Ort/Sehenswürdigkeit    | Strecke (km) | Höhe (m ü. NHN) | Weitere Informationen        |
| ----------------------- | ------------ | --------------- | ---------------------------- |
| Etappenbeginn Buchenau  | 0,0          | 233             |                              |
| Festplatz               | 0,7          | 262             | Schutzhütte                  |
| Burgruine Hohenfels     | 2,7          | 387             | Hinweistafeln zur Geschichte |
| Teiche                  | 4,5          | 267             | Rastplatz                    |
| Wanderparkplatz Rimberg | 8,4          | 405             | Panoramapunkt                |
| Rimbergturm             | 9,3          | 476             | Aussichtsturm                |
| Panoramapunkt Caldern   | 12,1         | 267             | Unmittelbar am Bahnhof       |
| Etappenende Caldern     | 13,3         | 234             | Unmittelbar am Bahnhof       |

#### Beschreibung
Diese Route führt auf mehrere Anhöhen mit gutem Fernblick, der über die hier sehr offene Landschaft bis in den Taunus reicht. Dennoch handelt es sich um Hügelland mit vergleichsweise moderaten Anhöhen gegenüber dem zurückliegenden Rothaargebirge. Vom Bahnhof Buchenau geht es vorbei am Festplatz mit seiner alten Dorfschmiede und mehreren stillgelegten Steinbrüchen und Eisenerzbergwerken zur Burgruine Hohenfels, von der allerdings nur noch sehr wenige Mauerreste vorhanden sind. Hinweistafeln geben Aufschluss über die Geschichte der Burg und des einst einflussreichen Adelsgeschlecht, das ihr entstammte. Es folgt ein Abstieg in ein Tal, dessen niedrigster Punkt von einigen Teichen markiert wird.
Danach geht es in weiten Wegeschleife wieder hügelaufwärts. Auf einem Geländesattel liegt der Wanderparkplatz Rimberg. Einen kurzen Anstieg später lädt der Rimbergturm zum weiten Rundumblick. An diesem speziellen Ort wurde bereits im Jahr 1900 ein Ausblicksturm errichtet und 1997 nach Sturmschäden neu erbaut. Anschließend geht es durch den Wald wieder sanft hangabwärts. Kurz vor Caldern ermöglicht ein weiterer Panoramapunkt den Blick über den Ort und sein Umland. Die Etappe endet nahe dem Gemeindezentrum, wo eine Bushaltestelle zur Verfügung steht. Zum örtlichen Bahnhof ist es noch einmal ein Fußmarsch von rund zwei Kilometern über die Lahnbrücke.

### 6. Etappe: Caldern – Marburg

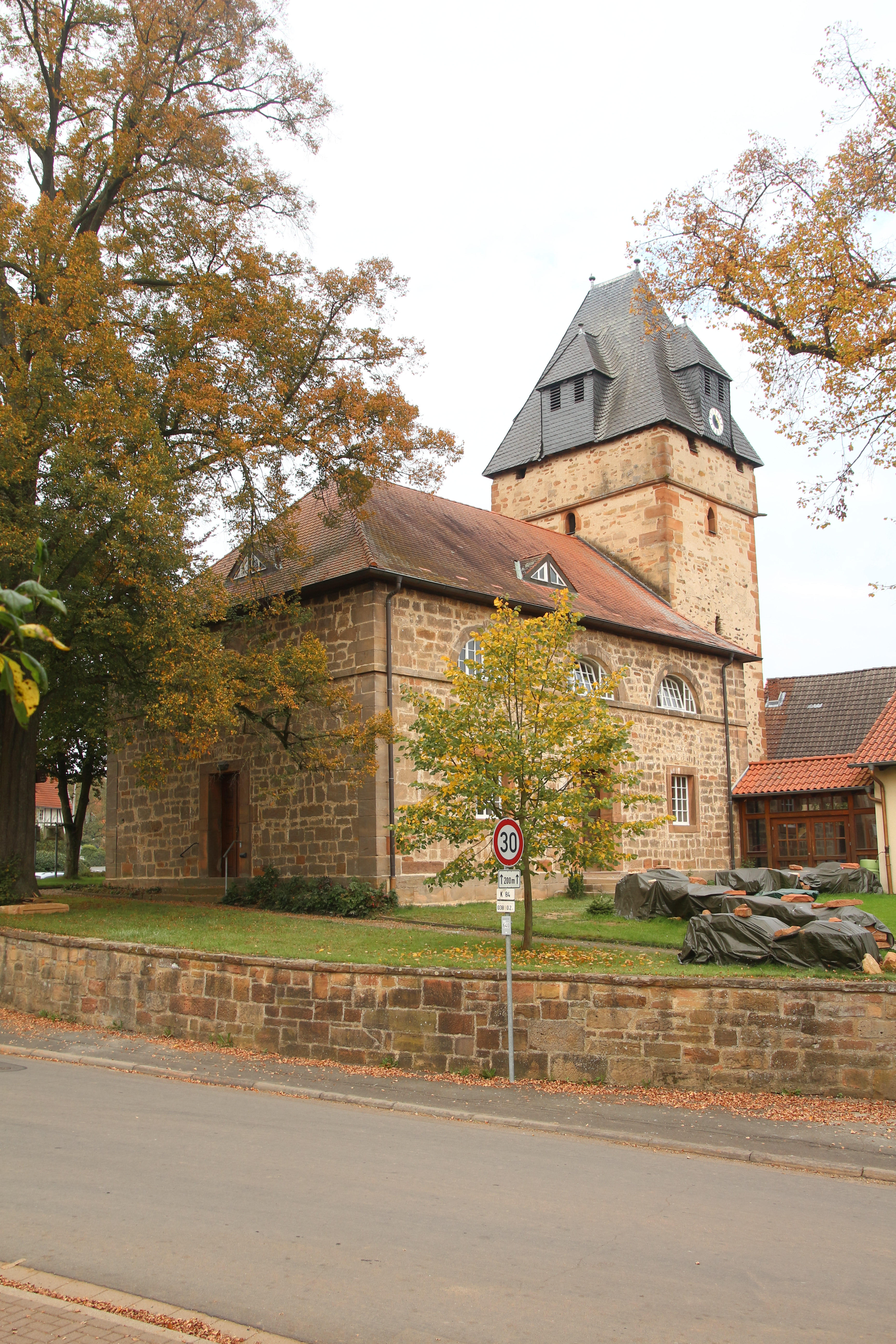
Wehrkirche Sterzhausen

- Distanz: 15,9 km
- Gehzeit: 5 Stunden
- Schwierigkeit: mittel

| Ort/Sehenswürdigkeit         | Strecke (km) | Höhe (m ü. NHN) | Weitere Informationen              |
| ---------------------------- | ------------ | --------------- | ---------------------------------- |
| Etappenbeginn Caldern        | 0,0          | 234             |                                    |
| Lahnbrücke Caldern           | 0,8          | 214             |                                    |
| Lahnbrücke Sterzhausen       | 4,4          | 204             |                                    |
| Windräder                    | 7,6          | 296             | Rastplatz                          |
| Abzweig zur Burg Weißenstein | 9,4          | 234             | Burgruine                          |
| Marienhäuschen               | 13,2         | 317             | Kapelle                            |
| Mausoleum                    | 14,4         | 332             |                                    |
| Etappenende Marburg          | 15,9         | 191             | Unmittelbar an der Elisabethkirche |

#### Beschreibung
Dieser Streckenabschnitt verläuft deutlich enger am Ufer der Lahn, so dass Eindrücke der Flusslandschaft die Waldatmosphäre der bisherigen Etappen ersetzen.
Streng genommen beginnt die Etappe in der Ortsmitte von Caldern. Wer mit der Bahn anreist, kann aber vom Bahnhof kommend vor der Lahnbrücke links abbiegen. Durch das Naturschutzgebiet Lahnknie geht es am Fluss entlang. Der markante Wehrturm der Kirche Sterzhausen ist das erste Zwischenziel. Im Ort geht es über die Sterzenbacher Straße bis zum Bahnübergang, vor diesem aber rechts an den Bahngleisen entlang und über die Lahnbrücke am Sportplatz zurück auf die rechte Lahnseite. Es folgen zwei etwas fordernde Steigungsstrecken, die aber durch lohnende Aussichtspunkte versüßt werden. Hier dienen zwei Windräder als Orientierungspunkte. Kurz hinter ihnen fällt der Weg im Zickzack wieder in das Lahntal ab. Wenig abseits des Weges liegt die Burg Weißenstein, bevor der Weg den Marburger Stadtteil Wehrda erreicht.
Am Ortsrand entlang, aber meist innerhalb des Waldes, wechseln sich Steigungs- und Gefällestücke ab. Zur kleinen Kapelle des Marienhäusens hin wird es noch einmal steil und der Weg führt teils über Treppenstufen. Der nächste markante Punkt, das Mausoleum von Emil von Behring, des ersten Medizin-Nobelpreisträgers, befindet sich aber bereits wieder auf dem langen Abstieg in das Lahntal hinab. Direkt aus dem Wald führt der Weg ins Marburger Stadtgebiet hinein und die Etappe endet unmittelbar an der Elisabethkirche, dem bedeutendsten Kirchenbauwerk der Region.

### 7. Etappe: Marburg – Fronhausen

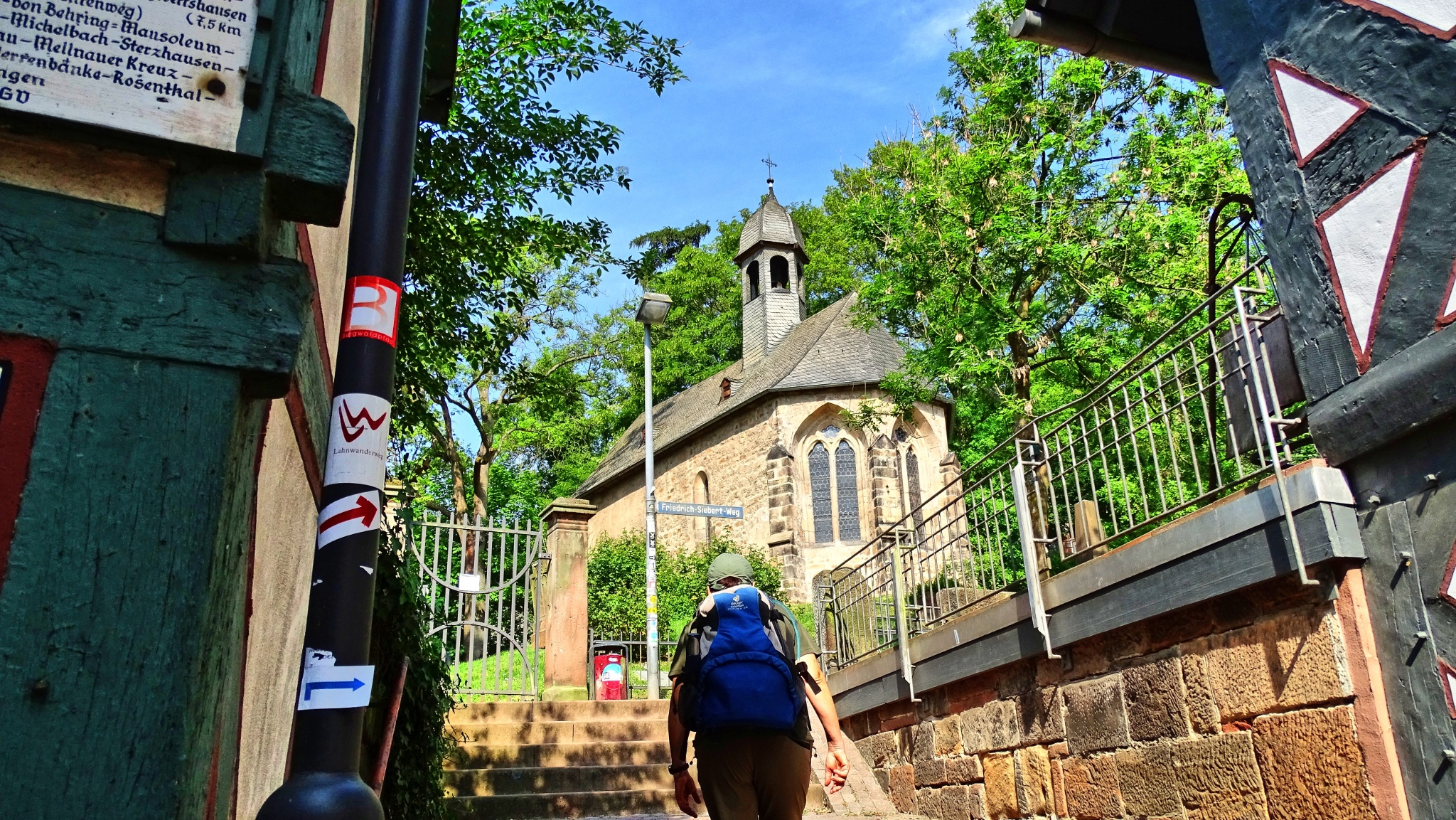
Aufstieg zur St. Michaelskapelle in Marburg

- Distanz: 24,5 km
- Gehzeit: 7,5 Stunden
- Schwierigkeit: schwer

| Ort/Sehenswürdigkeit   | Strecke (km) | Höhe (m ü. NHN) | Weitere Informationen                |
| ---------------------- | ------------ | --------------- | ------------------------------------ |
| Etappenbeginn Marburg  | 0,0          | 191             | Unmittelbar an der Elisabethkirche   |
| Marburger Schloss      | 0,8          | 270             | Wichtigste Sehenswürdigkeit Marburgs |
| Rosenlehrpfad          | 4,8          | 330             |                                      |
| Rastplatz Ockershausen | 6,4          | 290             |                                      |
| Rastplatz Oberweimar   | 11,5         | 219             |                                      |
| Ortsmitte Oberwalgern  | 20,2         | 254             | Sehenswerter Fachwerkort             |
| Etappenende Fronhausen | 24,5         | 167             | Unmittelbar am Bahnhof               |

#### Beschreibung
Mit fast 25 Kilometern Strecke und 650 Höhenmetern handelt es sich um die anspruchsvollste Etappe des gesamten Lahnwanderwegs. Am Anfang steht der Aufstieg von der Elisabetkirche zum Marburger Schloss. Durch Schlosspark und Villenviertel führt der Weg aus dem Stadtgebiet hinaus. Um den Dammelsberg herum folgt eine erste Waldetappe, bevor es ein kurzes Stück durch den Marburger Hauptfriedhof geht. Durch Hecken- und Weidenland erreicht die Wanderung den Wildrosenlehrpfad nahe Ockershausen, der hier auf dem Lahnwanderweg verläuft. 50 Wilrosenarten können dort näher betrachtet werden. Informationstafeln bieten zusätzliche Auskünfte.
Nahe Ockershausen lädt ein Rastplatz zum Verweilen ein, bevor der längste Waldabschnitt der Etappe beginnt. Am Übergang zur Feldgemarkung von Oberweimar erreicht der Weg einen Aussichtspunkt und wenig später einen Rastplatz, um danach kurz durch den Ortskern zu führen und sanft zum Fachwerkdorf Oberwalgern anzusteigen. Im weiten Bogen führt die Route schließlich durch Felder, Wald und das ebenfalls von zahlreichen Fachwerkbauten geprägte Fronhausen zum dortigen Bahnhof.

### 8. Etappe: Fronhausen – Lollar
- Distanz: 11,9 km
- Gehzeit: 3,5 Stunden
- Schwierigkeit: leicht

| Ort/Sehenswürdigkeit       | Strecke (km) | Höhe (m ü. NHN) | Weitere Informationen  |
| -------------------------- | ------------ | --------------- | ---------------------- |
| Etappenbeginn Fronhausen   | 0,0          | 167             | Unmittelbar am Bahnhof |
| Einmündung in den Hauptweg | 2,6          | 257             |                        |
| Schmelzmühle               | 3,5          | 187             | Gasthaus               |
| Schönemühle                | 5,4          | 182             | Café                   |
| Altenberg                  | 7,8          | 274             | Rastplatz              |
| Lahnbrücke Lollar          | 11,2         | 172             |                        |
| Etappenende Lollar         | 11,9         | 165             | Unmittelbar am Bahnhof |

#### Beschreibung
Der Weg vom Bahnhof Fronhausen über Bahnhof-, Rathaus- und Pfingststraße sowie hügelaufwärts durch den Wald ist als Zuweg ausgeschildert. Nach einer kurzen, anspruchsvollen Steigung ist der Hauptweg erreicht. Von dort geht es wieder abwärts in das Bachtal der Salzböde. Der Weg stößt am kleinen Wohnplatz Schmelz auf den Bach. Dort bietet sich der Gaststätte in der historischen Schmelzmühle zur Einkehr an. Entlang der Salzböde folgt der Wanderweg zugleich dem Nordostrand des ausgedehnten Krofdorfer Forstes.
Am Ort Salzböde besteht mit dem Café Schönemühle die nächste Einkehrmöglichkeit. Der Weg folgt dem Ortsrand und überschreitet dann den gleichnamigen Bach. Es folgt ein erneuter Anstieg zum Altenberg, an den sich der Abstieg zurück ins Lahntal anschließt. Hier finden sich mehrere Vogelschutzhütten an der Wanderroute. Am Ortsrand von Ruttershausen führt eine Brücke über die Lahn. Nach rechts geht es entlang der Marburger Straße bis zum Bahnhof Lollar, wo die Etappe endet.

### 9. Etappe: Lollar – Rodheim-Bieber

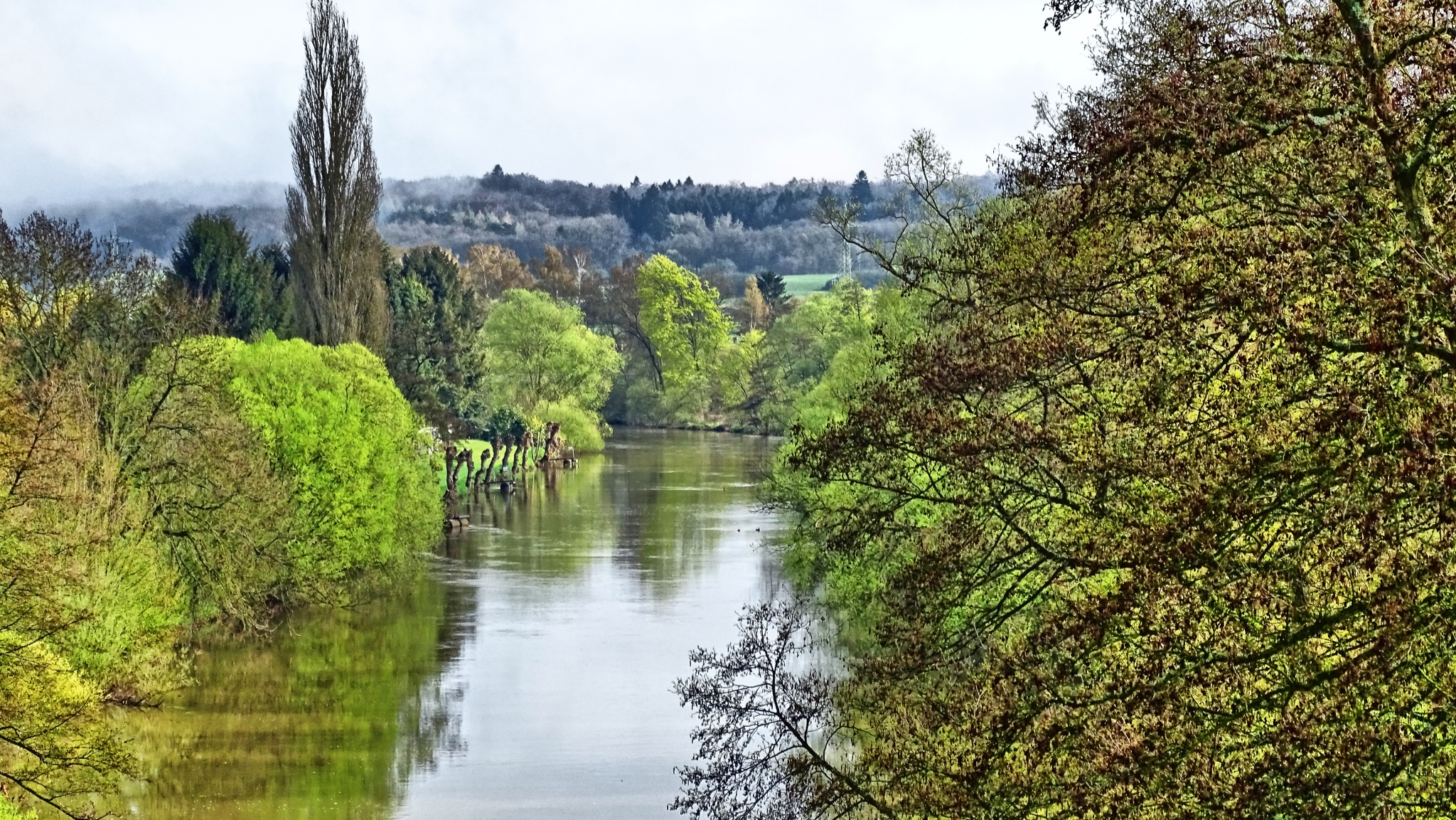
Blick auf die Lahn bei Lollar

- Distanz: 21,4 km
- Gehzeit: 7 Stunden
- Schwierigkeit: mittel

| Ort/Sehenswürdigkeit         | Strecke (km) | Höhe (m ü. NHN) | Weitere Informationen        |
| ---------------------------- | ------------ | --------------- | ---------------------------- |
| Etappenbeginn Lollar         | 0,0          | 165             | Unmittelbar am Bahnhof       |
| Einmündung in den Hauptweg   | 3,7          | 256             |                              |
| Wißmarbachtal                | 7,4          | 236             |                              |
| Fischteiche                  | 8,9          | 198             | Übergang über den Wißmarbach |
| Informationstafel            | 13,4         | 227             | Zugleich Aussichtspunkt      |
| Einmündung Zuweg Gießen      | 15,7         | 227             |                              |
| Burg Gleiberg                | 16,4         | 247             | Aussichtsturm                |
| Einmündung Kelten-Römer-Pfad | 17,5         | 208             |                              |
| Burg Vetzberg                | 18,8         | 238             |                              |
| Etappenende Rodheim-Bieber   | 21,4         | 195             | Unmittelbar am Bahnhof       |

#### Beschreibung
Die Etappe führt durch Teile des Krofdorfer Forsts, eines der größten geschlossenen Waldgebiete der Region. Von Lollar aus geht es auf dem Zuweg, der exakt dem Ende der Voretappe entspricht, wieder auf den Höhenzug über dem Lahntal. Durch den dichten Wald muss zuerst ein weiterer Anstieg überwunden werden, bevor der Abstieg ins Wißmarbachtal folgt. Auch am Bach entlang geht es beständig hangabwärts, bis der Weg an einer Teichanlage die Bachseite wechselt.
Dort folgt ein moderater Aufstieg, in dessen Verlauf sich der Fernblick zur Burg Gleiberg öffnet, gefolgt von einer Gefällestrecke, die wieder aus dem dichten Waldland hinausführt, den Wettenberger Ortsteil Launsbach aber nur kurz am Rand streift. Nächster Anlaufpunkt ist eine Informationstafel, die Fakten über zahlreiche historische Befestigungsanlagen der Umgebung bietet. An den folgenden Tennisplätzen schwenkt die Route nach rechts auf einen Kurs ein, der den Ort Krofdorf-Gleiberg umrundet, aber kurz nach der Einmündung des Zuwegs Gießen unmittelbar an der historischen Burg Gleiberg entlangführt. Der Bergfried kann bestiegen werden. Von dort reicht der Blick bei gutem Wetter über das Gießener Becken bis in den Vogelsberg, den Taunus und den Westerwald.
Durch die Feldgemarkung und vorbei an der Einmündung des Kelten-Römer-Pfads geht es weiter mit Blick auf die benachbarte und einst konkurrierende Burg Vetzberg, von der aus man ebenfalls einen Panoramablick von der Balkonfläche aus hat. Anschließend führt der Wanderweg entlang eines Bachlaufs zur Bushaltestelle in Rodheim-Bieber.

#### Zuweg Gießen
- Distanz: 7,2 km
- Gehzeit: 2 Stunden
- Schwierigkeit: leicht

Dieses kurze Wegstück stellt die Verbindung vom Hauptbahnhof Gießen zum Lahnwanderweg her. Vom Bahnhof-Parkhaus führt es zur Heuchelheimer Brücke und auf ihr über die Lahn. Auf der anderen Seite geht es die Treppe hinunter, am Gelände der Stadtreinigung und an Schrebergärten vorbei. Es folgen ein Feldweg und nach einer Unterführung eine kurze Strecke durch ein Industriegebiet. Vor einem Bach knickt der Weg rechts in Richtung Heuchelheim ab. Er führt dann am Bismarckturm vorbei und stößt in Richtung Wettenberg auf den Lahnwanderweg.

### 10. Etappe: Rodheim-Bieber – Wetzlar

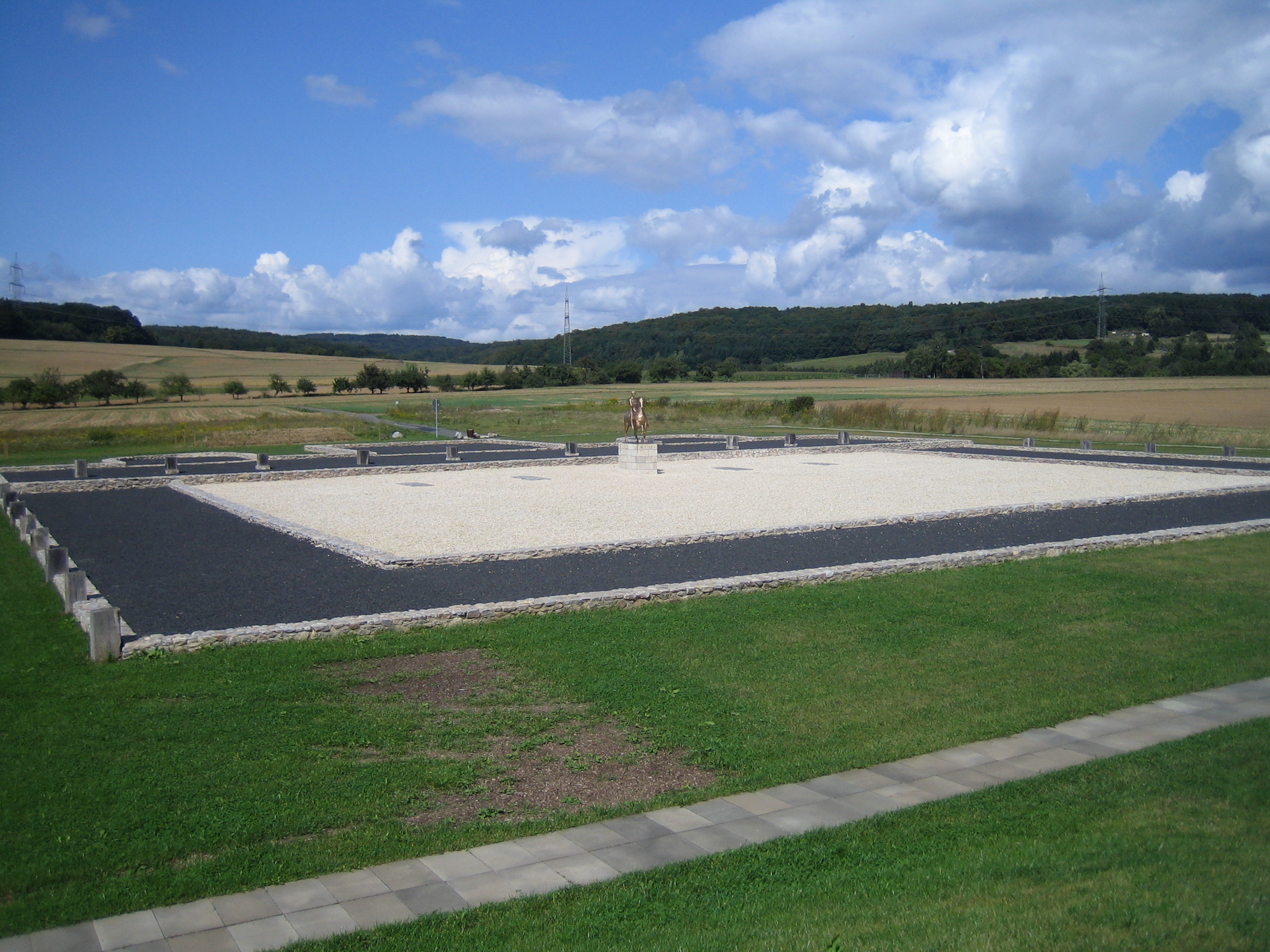
Römerforum Waldgirmes

- Distanz: 16,4 km
- Gehzeit: 4,5 Stunden
- Schwierigkeit: mittel

| Ort/Sehenswürdigkeit         | Strecke (km) | Höhe (m ü. NHN) | Weitere Informationen     |
| ---------------------------- | ------------ | --------------- | ------------------------- |
| Etappenbeginn Rodheim-Bieber | 0,0          | 195             | Unmittelbar am Bahnhof    |
| Frauenkreuz                  | 2,5          | 316             | Schutzhütte               |
| Übergang Schwalbenbach       | 4,9          | 223             |                           |
| Lahnhöhen                    | 6,5          | 259             | Aussichtspunkt, Parkplatz |
| Abzweig zum Römerforum       | 8,6          | 174             |                           |
| Unterquerung A45             | 9,5          | 159             |                           |
| Lahnbrücke Naunheim          | 10,4         | 159             |                           |
| Bismarckturm                 | 13,7         | 262             | Aussichtsturm             |
| Etappenende Wetzlar          | 16,4         | 172             | Domplatz                  |

#### Beschreibung
Aus Rodheim-Bieber heraus geht es an Schrebergärten vorbei und durch eine Bachaue hindurch. Dank einiger Serpentinen lässt sich der Aufstieg in ein Mischwaldgebiet hinein gut bewältigen. Am Frauenkreuz, einer Station eines Kreuzwegs, steht eine Schutzhütte zur Verfügung. In der Nähe des Königstuhls ist kurz darauf der höchste Punkt der Tagesetappe erreicht. Es folgt der Abstieg in das Tal des Schwalbenbachs.
Der folgende sanfte Aufstieg führt an einem Waldkindergarten vorbei und kurz darauf an einem Parkplatz wieder aus dem Wald hinaus. Von dort erhält man einen weiten Ausblick über das Lahntal und die Stadt Wetzlar hinweg. Weiter geht es am Waldrand entlang und durch die Feldgemarkung am Stadtrand von Waldgirmes. Hier ist ein Abstecher zum Römerforum möglich, einem einstigen befestigten Handelsplatz des römischen Reichs. Nach der Unterquerung der Autobahn 45 und über die Lahnbrücke bei Naunheim geht es wieder in die naturnähere Umgebung der Lahnauen.
Nun führt die Route am Rand von Garbenheim entlang und über den Eselsberg zum mittelalterlichen Wehrturm, der heute unter dem Namen Bismarckturm als Aussichtspunkt dient, derzeit aber geschlossen ist. Kurz nach dem Zentralfriedhof schwenkt die Route in die Wetzlarer Kernstadt ein. Das Etappenziel liegt in der Altstadt vor dem Dom. Zum Bahnhof sind es noch einmal knapp 1,5 Kilometer.

### 11. Etappe: Wetzlar – Braunfels

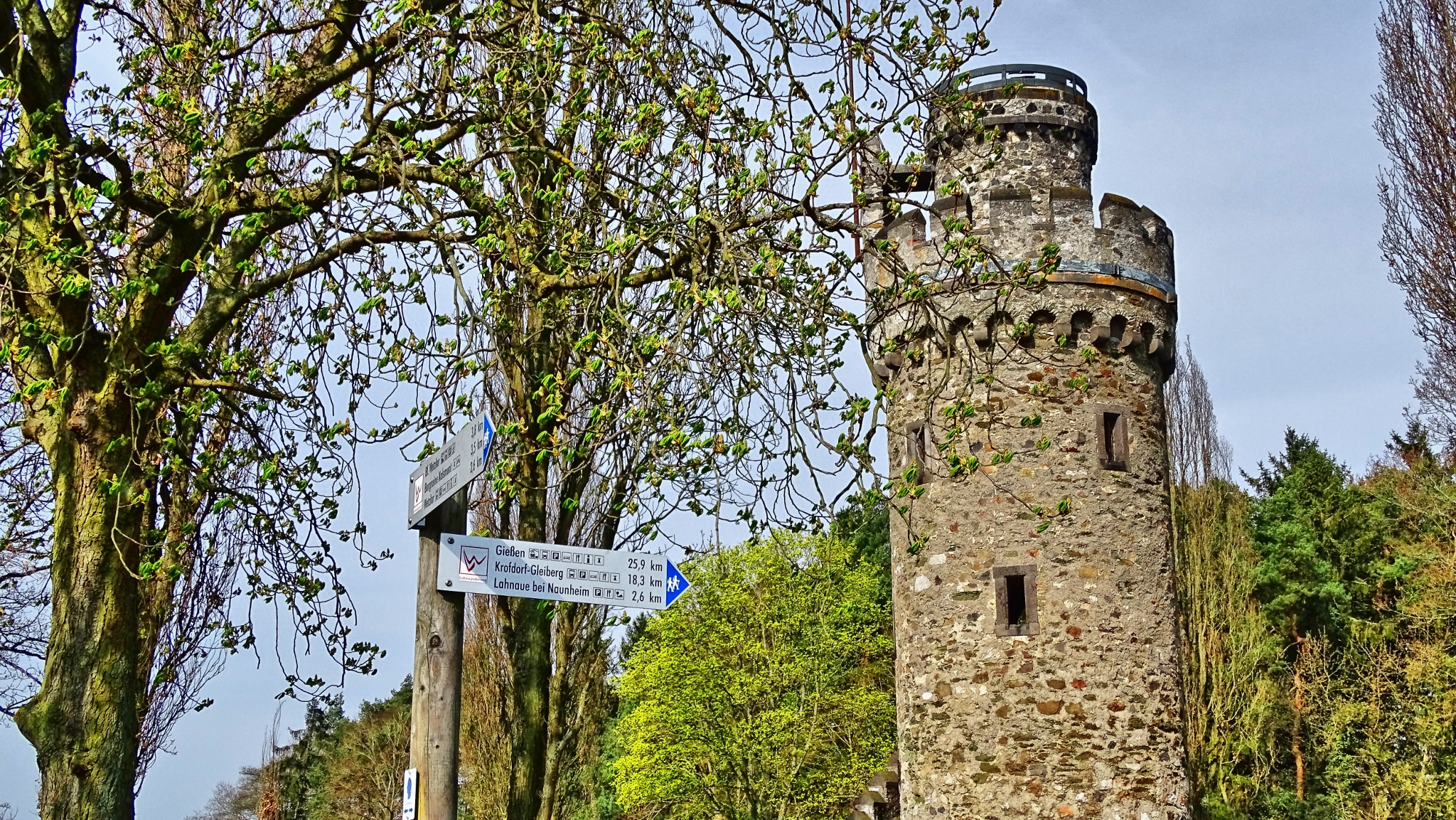
Bismarckturm bei Wetzlar

- Distanz: 13 km
- Gehzeit: 4 Stunden
- Schwierigkeit: leicht

| Ort/Sehenswürdigkeit             | Strecke (km) | Höhe (m ü. NHN) | Weitere Informationen  |
| -------------------------------- | ------------ | --------------- | ---------------------- |
| Etappenbeginn Wetzlar            | 0,0          | 172             | Unmittelbar am Bahnhof |
| Kalsmunt                         | 1,1          | 219             | Burgruine              |
| Naturschutzgebiet Weinberg       | 4,1          | 259             |                        |
| Taunusblick                      | 5,6          | 288             | Aussichtspunkt         |
| Ausblickspunkt Schloss Braunfels | 10,5         | 155             |                        |
| Etappenende Braunfels            | 13           | 251             | Am Schloss Braunfels   |

#### Beschreibung
Mit einem recht steilen Anstieg durch die Wetzlarer Altstadt und an der Burgruine Kalsmunt vorbei verlässt der Weg das Stadtgebiet. Am Rand eines langgezogenen Waldgebiets geht es auf nun auf ebener Strecke zum Vogelschutzgebiet Weinberg und zur einstigen Grube Amanda, die an die Bergwerkstradition in der Region erinnert. Nach dem Aussichtspunkt Feldbergblick, von wo bei gutem Wetter die Höhen des Taunus fast zum Greifen nah erscheinen, geht es südlich des einstigen Bergbaureviers weiter, das heute ein großes Waldgebiet ist.
Kurz darauf geht es, teils streckengleich mit dem Lahnhöhenweg, durch ein weiteres Waldgebiet hinab in das Tal des Solmsbachs und anschließend wieder hangaufwärts nach Braunfels hinein und durch den Kurpark bis zum Marktplatz und zum Schloss, wo die Etappe endet.

### 12. Etappe: Braunfels – Weilburg

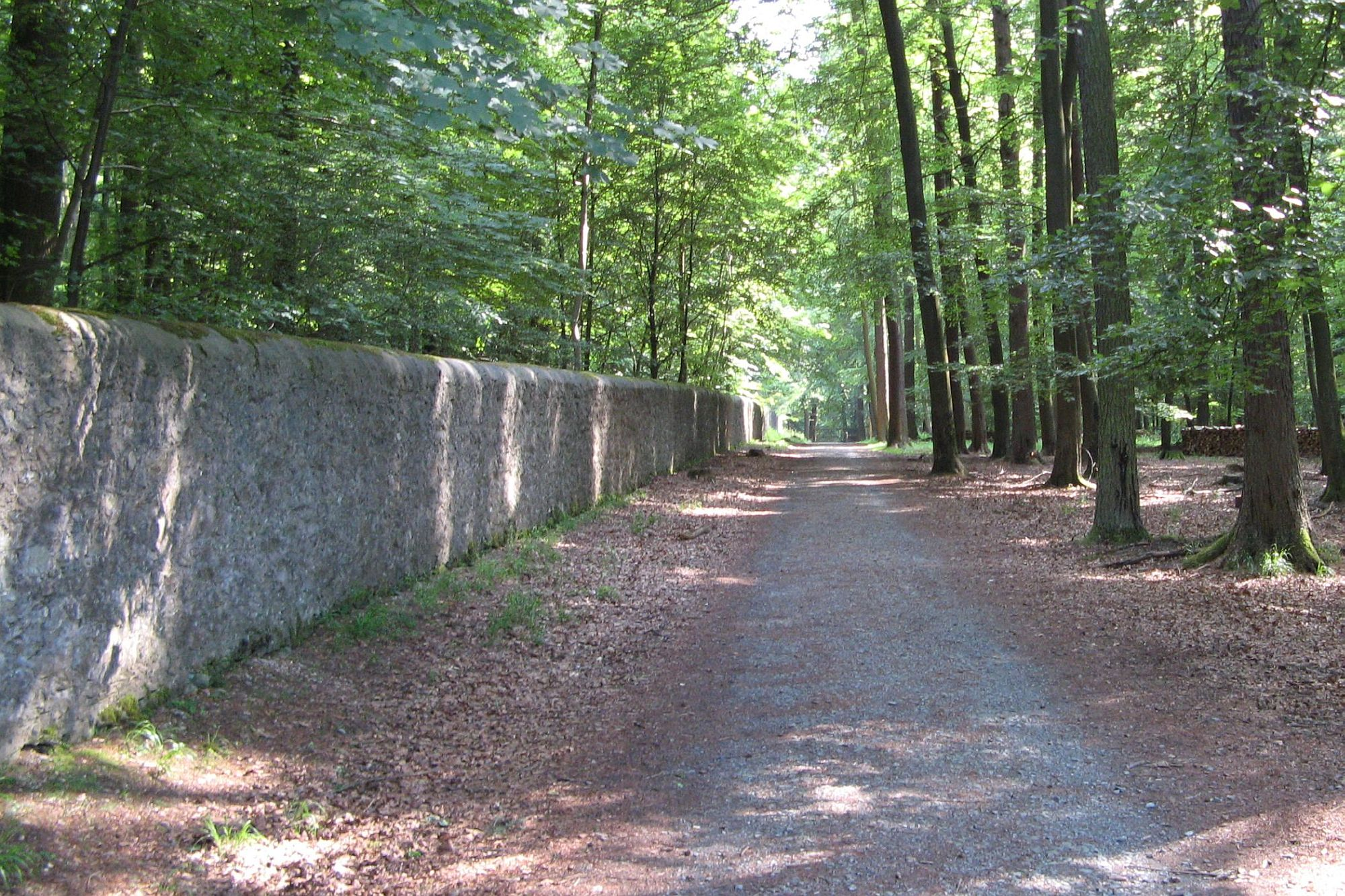
Historische Mauer des Tiergartens Weilburg

- Distanz: 18,1 km
- Gehzeit: 6 Stunden
- Schwierigkeit: mittel

| Ort/Sehenswürdigkeit      | Strecke (km) | Höhe (m ü. NHN) | Weitere Informationen  |
| ------------------------- | ------------ | --------------- | ---------------------- |
| Etappenbeginn Braunfels   | 0,0          | 251             | Unmittelbar am Schloss |
| Großer Weiher             | 0,8          | 120             |                        |
| Silbersee                 | 2,8          | 269             |                        |
| Wanderparkplatz           | 3,3          | 259             |                        |
| Eingang Tierpark Weilburg | 8,5          | 259             |                        |
| Kubacher Kristallhöhle    | 12,3         | 224             |                        |
| Etappenende Weilburg      | 18,1         | 159             | Am Schloss Weilburg    |

#### Beschreibung
Die Tagesetappe beginnt erneut mit einer Durchquerung des Kurparks, dieses Mal allerdings hangabwärts in Richtung Westen. Die Route führt am Ufer des Großen Weihers entlang und in ein großes Waldgebiet hinein, das bereits zum Naturpark Hochtaunus gehört. Nächstes Zwischenziel ist der wesentlich kleinere Silbersee, auf den wenig später ein Wanderparkplatz am Waldrand folgt, der sich als alternativer Einstieg in die Route nutzen lässt.
Es folgt eine längere Waldetappe, an deren Ende erstmals die historische Umfassungsmauer des Tierparks Weilburg in Sicht kommt. Zunächst führt der Weg aber durch die Feldgemarkung südlich von Hirschhausen, um schließlich direkt an die Mauer des Tiergartens heranzuschwenken und an dessen Eingang vorbei zu führen. Anschließend begleitet der Wanderweg für kurze Zeit die Bundesstraße 456, die gequert werden muss. Weiter geht es durch den Wald und am Kuhbach entlang bis in die Nähe der Kubacher Kristallhöhle.
Durch abwechslungsreiche Feld- und Waldlandschaft mit kurzen Steigungs- und Abstiegsabschnitten erreicht der Lahnwanderweg Weilburg. Durch das historische Stadttor geht es durch den Kern des einstigen Residenzstädtchens bis zum Schloss auf dem hohen Bergsporn innerhalb der engen Lahnschleife. Der Bahnhof liegt rund 900 Meter entfernt im Tal.

### 13. Etappe: Weilburg – Aumenau

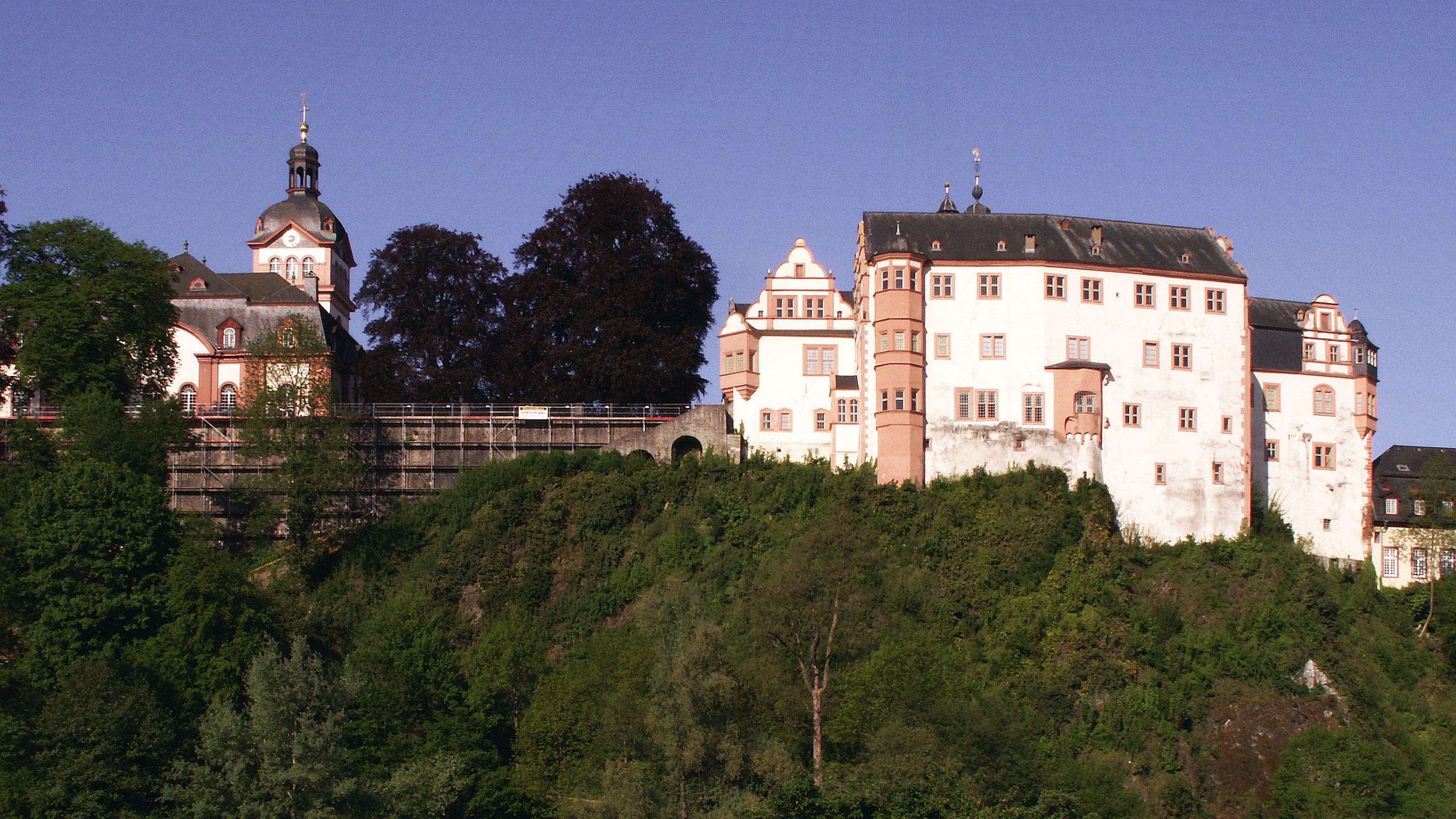
Schloss Weilburg

- Distanz: 19,4 km
- Gehzeit: 6,5 Stunden
- Schwierigkeit: mittel

| Ort/Sehenswürdigkeit   | Strecke (km) | Höhe (m ü. NHN) | Weitere Informationen |
| ---------------------- | ------------ | --------------- | --------------------- |
| Etappenbeginn Weilburg | 0,0          | 159             | Am Schloss Weilburg   |
| Am Steinbühl           | 3,0          | 276             | Schutzhütte           |
| Feldbergblick          | 7,7          | 281             | Panoramapunkt         |
| Wanderparkplatz        | 3,3          | 259             |                       |
| Kleiner Teich          | 9,0          | 216             | Ruhebank              |
| Ortsrand Falkenbach    | 14           | 199             | Ruhebank              |
| Etappenende Aumenau    | 19,4         | 122             | An der Lahnbrücke     |

#### Beschreibung
Über Treppen führt der Abstieg den Schlossberg hinab, dann quert der Ernst-Dienstbach-Steg die Lahn. Nach einigen Minuten unmittelbar am Lahnufer biegt der Lahnwanderweg nach rechts ab. Hier geht es durch dichten Wald eine lange Strecke hangaufwärts auf die Lahnhöhen.
An der Schutzhütte „Am Steinbühl“ ist der stärkste Anstieg gemeistert und es folgt eine lange Etappe über den dicht bewaldeten Höhenzug mit abwechselnden leichten Steigungen und Gefällen. Am Waldrand öffnet sich die Landschaft zu einem Ausblick auf dem Großen Feldberg. Kurz darauf ist die Querung einer Kreisstraße nötig. Am Waldrand entlang und durch die Feldgemarkung von Wirbelau geht es wieder durchgängig hangabwärts in das Lahntal hinein. Ein Zwischenstopp ist an einem kleinen Weiher mit Ruhebänken möglich. Nach einem kurzen Abschnitt im Wald trifft die Route gegenüber von Gräveneck wieder auf die Lahn und verläuft kurz direkt am Ufer entlang und gemeinsam mit dem Lahnhöhenweg.
Am Wirbelauer Bach entlang verlässt der Weg jedoch bald wieder rechts abzweigend den Fluss. Eine Landstraße und der Bach müssen überschritten werden. Nach wechselnden Feld- und Waldabschnitten erreicht der Weg erneut hangaufwärts den Ortsrand von Falkenbach, um nun in geringer Entfernung mit leichtem Gefälle den Fluss zu begleiten. Nach einem letzten Abschnitt durch die Lahnaue ist die Aumenauer Brücke erreicht, wo die Tagesetappe endet. Über diese Brücke sind es rund 400 Meter bis zum Bahnhof Aumenau.

### 14. Etappe: Aumenau – Villmar

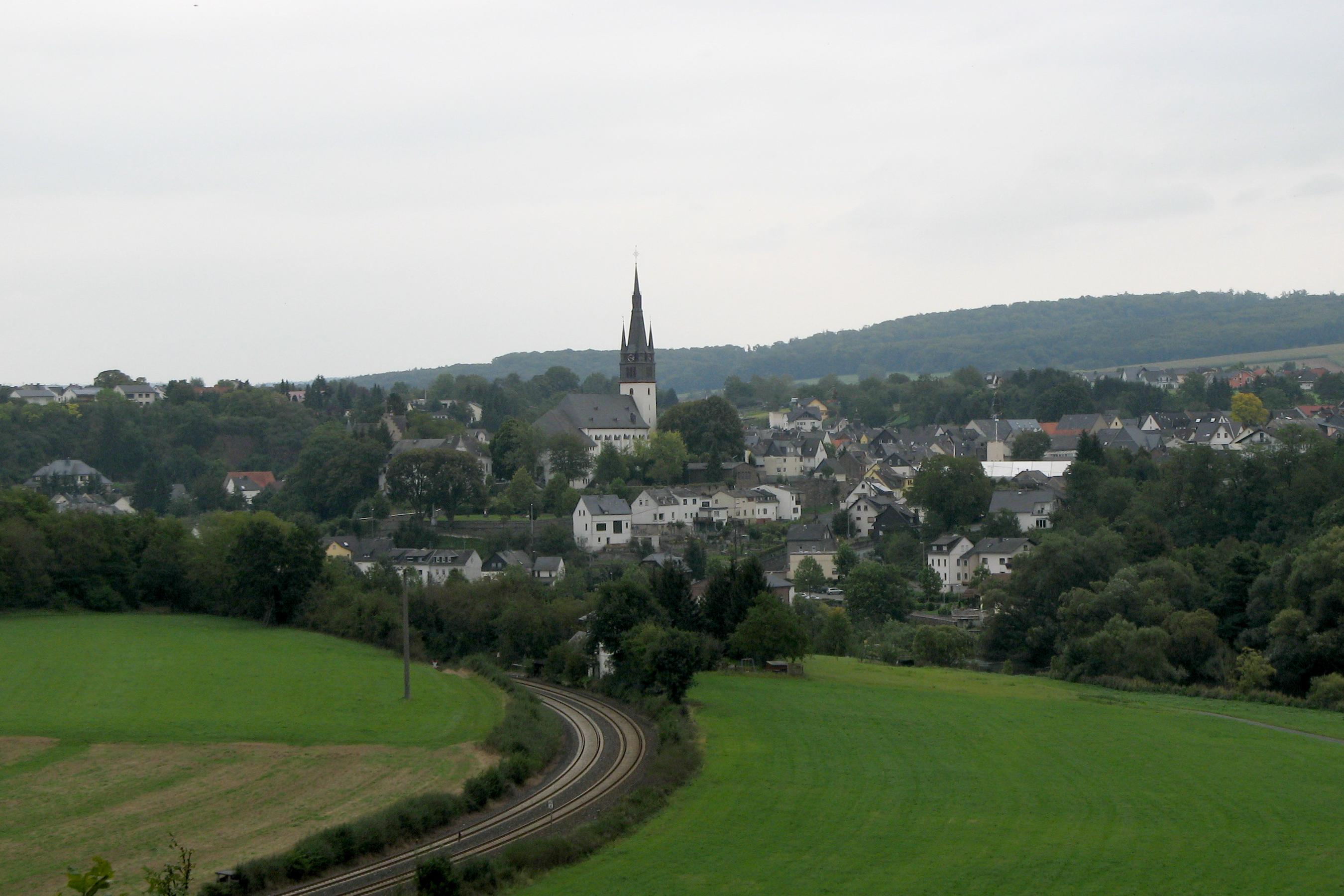
Villmar

- Distanz: 12,7 km
- Gehzeit: 4 Stunden
- Schwierigkeit: leicht

| Ort/Sehenswürdigkeit  | Strecke (km) | Höhe (m ü. NHN) | Weitere Informationen |
| --------------------- | ------------ | --------------- | --------------------- |
| Etappenbeginn Aumenau | 0,0          | 122             | An der Lahnbrücke     |
| Heimanns Mühle        | 3,9          | 168             |                       |
| Steimelskopf          | 6,2          | 225             | Panoramapunkte        |
| Tiefenbachbrücke      | 8,2          | 194             |                       |
| Reiterhof             | 10,5         | 183             |                       |
| Etappenende Villmar   | 12,7         | 121             | Am Bahnhof            |

#### Beschreibung
Vom Ausgangspunkt an der Aumenauer Lahnbrücke folgt der Weg für knapp drei Kilometer sehr eng dem rechtsseitigen Flussufer. In einem Wäldchen südlich von Seelbach geht es an den Anstieg zurück auf die Lahnhöhen. Dort führt die Strecke unter anderem an Heimanns Mühle vorbei durch die landwirtschaftlich genutzte Gemarkung. Insbesondere am Steimelskopf bietet das Gelände weiter Panoramablicke in Westerwald und Taunus.
In einem anschließenden kleinen Waldstück wird der Tiefenbach mittels eines neu errichteten Stegs überschritten. Über eine Kuppe und die Feldgemarkung von Runkel geht es vorbei an einem Reiterhof erneut in das Lahntal hinab. Ebenso wie der Anfang ist auch das Ende der Tagesetappe eng am Flussufer geführt. Das Etappenende liegt unmittelbar am Bahnhof Villmar sowie am Lahnmarmor-Museum, das sich mit der Geologie der Region und der Verarbeitung des Lahnmarmors befasst.

### 15. Etappe: Villmar – Limburg

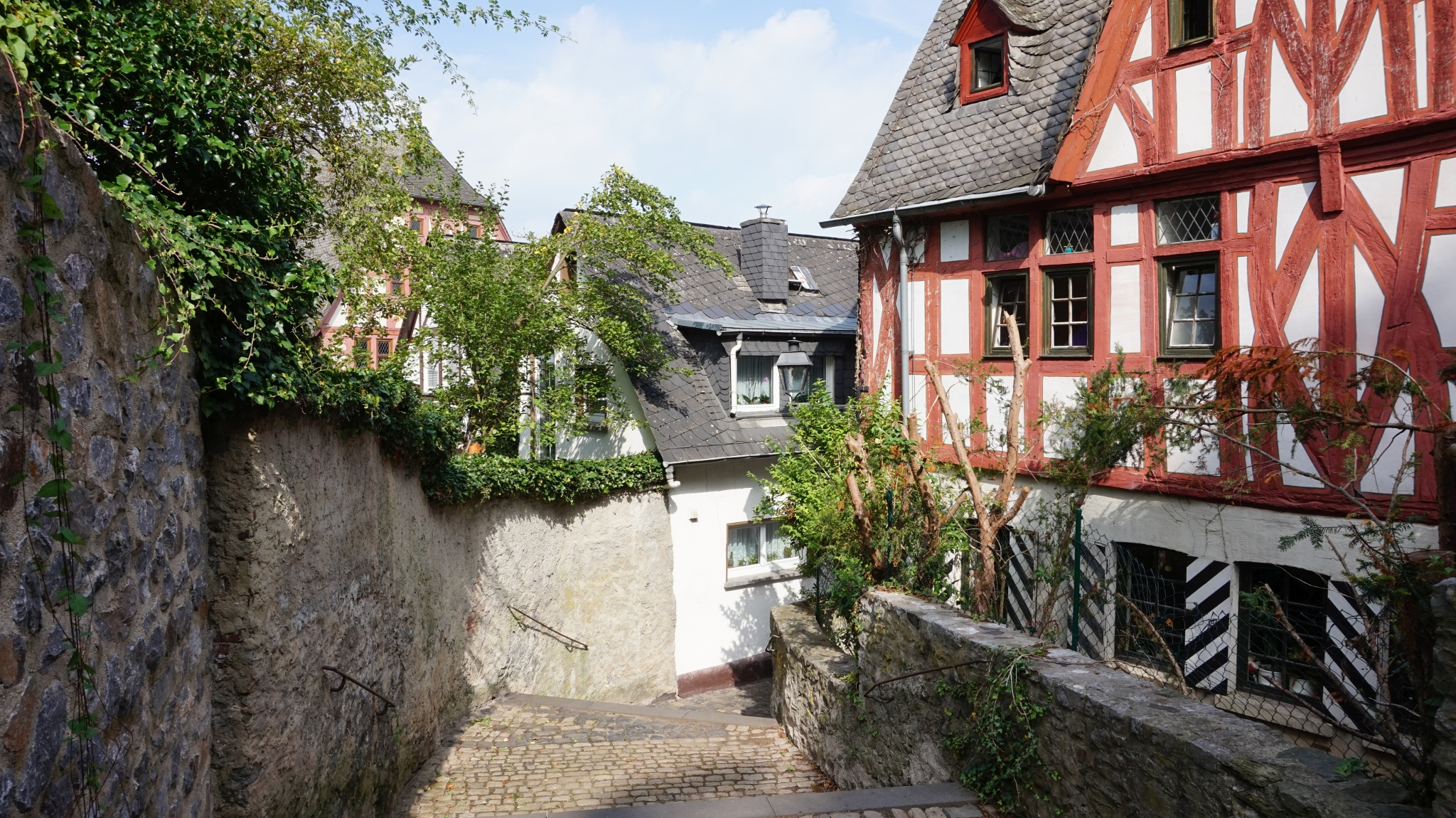
Blick die „Langen Treppen“ am Limburger Dom hinab

- Distanz: 13,5 km
- Gehzeit: 4,5 Stunden
- Schwierigkeit: mittel

| Ort/Sehenswürdigkeit          | Strecke (km) | Höhe (m ü. NHN) | Weitere Informationen             |
| ----------------------------- | ------------ | --------------- | --------------------------------- |
| Etappenbeginn Villmar         | 0,0          | 121             | Am Bahnhof                        |
| Panoramapunkt                 | 1,4          | 137             | Ausblick auf König-Konrad-Denkmal |
| Dr.-Otto-Bruchhäuser-Tempel   | 3            | 152             | Panoramapunkt                     |
| Abzweig zur Burg Runkel       | 3,8          | 118             |                                   |
| Ehemaliger jüdischer Friedhof | 5,1          | 143             |                                   |
| Blücherschanze                | 6,3          | 155             |                                   |
| Ausblick St. Lubentius        | 8,5          | 119             |                                   |
| Alte Lahnbrücke Limburg       | 13,1         | 118             |                                   |
| Etappenende Limburg           | 13,5         | 117             | Bahnhofsvorplatz                  |

#### Beschreibung
Vom Bahnhof Villmar aus folgt der Weg zunächst der Bahnlinie in Richtung Limburg. Um die Schranke zu öffnen, muss an der dortigen Sprechanlage angerufen werden. Bald folgt ein Anstieg durch ein kleines Waldgebiet auf die Höhen über dem Lahnufer. Dort geht es immer am Rand des Auenwalds entlang in Richtung Runkel. Als Zwischenstation bietet sich ein Panoramapunkt an, von dem die gegenüberliegende beeindruckende Felsformation und das auf ihr errichtete König-Konrad-Denkmal gut zu überblicken sind. Kurz vor Runkel folgt der Dr.-Otto-Bruchhäuser-Tempel, ein weiterer markanter Aussichtspunkt mit Pavillon.
In Runkel wird der Fluss über die historische Steinbrücke unterhalb der Burg überquert. Die Burg selbst liegt etwas abseits der Route, ist aber für eine Besichtigung bequem zu erreichen. Vorbei am Campingplatz steigt der Weg erneut auf die linksseitigen Lahnhöhen an. Der ehemalige jüdische Friedhof von Runkel und die Blücherschanze bei Ennerich liegen unmittelbar am Weg.
Nahe Ennerich nimmt der Weg durch ein größeres Waldstück eine Abkürzung durch das Innere einer Lahnschleife. Am Ende dieser Etappe wird der Blick auf die Kirche St. Lubentius in Dietkirchen auf der anderen Flussseite frei – bis zur Etablierung des Limburger Doms die bedeutendste Kirche der Region. Nun nähert sich der Weg am Ortsrand von Eschhofen vorbei wieder stärker der Lahn an. Unter den Brücken von ICE-Strecke und Autobahn 3 entlang trifft die Route auf die Limburger Kernstadt. Dort geht es unmittelbar am Fuß des Domfelsens entlang. An der historischen Brücke schwenkt der Weg unmittelbar in die Altstadt ein und führt zum Bahnhof.

### 16. Etappe: Limburg – Balduinstein

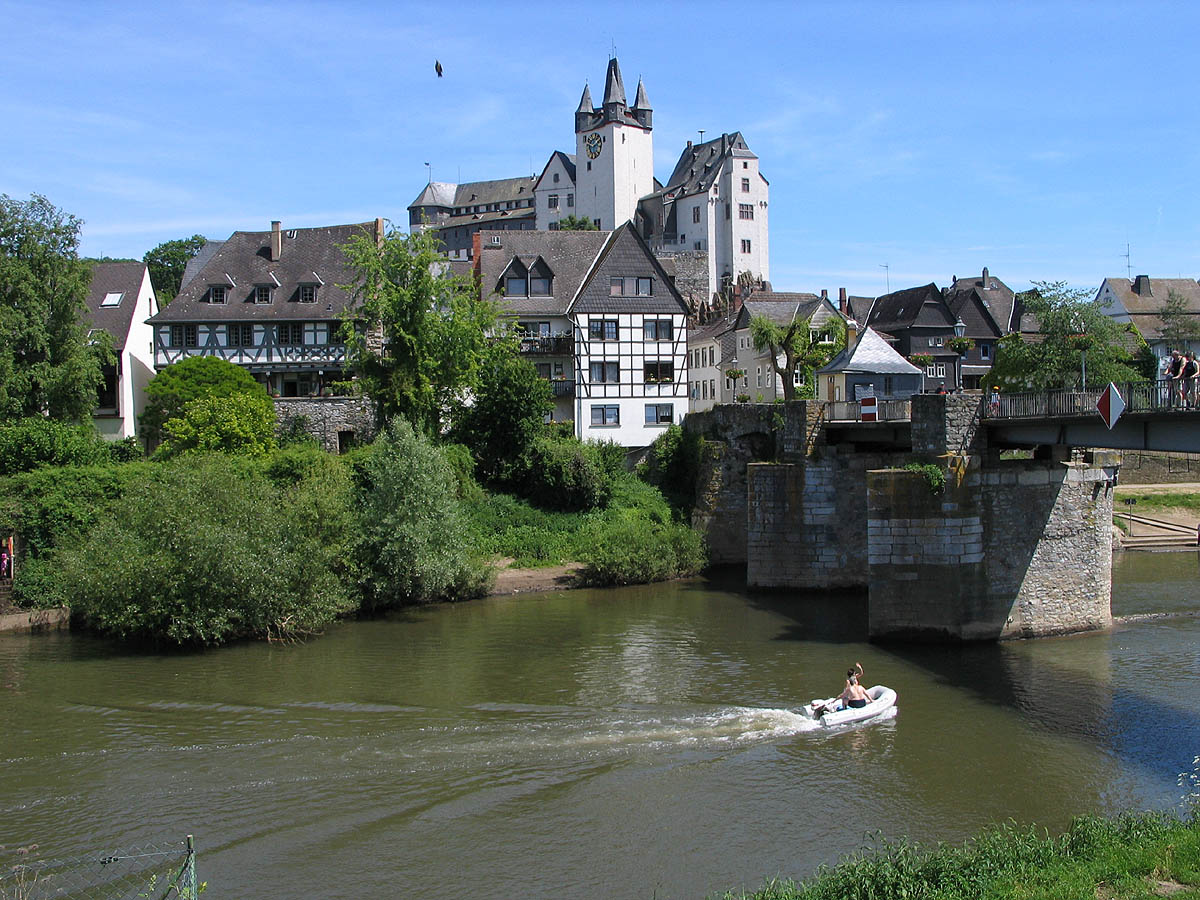
Diezer Grafenschloss

- Distanz: 13,8 km
- Gehzeit: 4,5 Stunden
- Schwierigkeit: mittel

| Ort/Sehenswürdigkeit     | Strecke (km) | Höhe (m ü. NHN) | Weitere Informationen |
| ------------------------ | ------------ | --------------- | --------------------- |
| Etappenbeginn Limburg    | 0,0          | 117             | Am Bahnhof            |
| Teufelskanzel            | 4,5          | 129             | Aussichtspunkt        |
| Vorplatz Schloss Diez    | 5,8          | 121             |                       |
| Pavillon Fachingen       | 8,4          | 161             | Aussichtspunkt        |
| Franzosenlay             | 12           | 154             | Rastplatz             |
| Etappenende Balduinstein | 13,8         | 112             | Am Bahnhof            |

#### Beschreibung
Vom Bahnhofsvorplatz geht es durch die Parkstraße, die einstige Limburger Villenmeile, über den bewaldeten Schafsberg zurück in die Auen am Lahnufer. Dort kreuzt die Route die Landesgrenze nach Rheinland-Pfalz. Der folgende Anstieg führt über den Aussichtspunkt Teufelskanzel und unterhalb des Schlosses Oranienstein in das Naherholungsgebiet Hain, hinab in die Altstadt von Diez mit ihrem Grafenschloss und damit wieder unmittelbar ans Lahnufer. Nach einem kurzen Anstieg folgt die Route dem Steilufer oberhalb des Flusses.
Ein Aussichtspavillon bietet einen Überblick über Fachingen mit seiner traditionsreichen Mineralwasserquelle. Hinab ins Tal geht es unmittelbar am Mineralwasserwerk sowie am Fachinger Grundstollen vorbei. Der folgende steile Anstieg wird in Serpentinen bewältigt und die Route begleitet nun die Lahn in einigem Abstand durch ein dichtes Waldgebiet. Der Aussichtspunkt Franzosenlay hoch über einem Flussknie bietet sich dank seiner Schutzhütten auch für eine längere Rast an. Kurz darauf verlässt der Weg das Waldgebiet, durchquert auf einem kurzen Stück die Feldgemarkung von Balduinstein, um in den Ort hinein abzufallen und am Bahnhof Balduinstein zu enden.

### 17. Etappe: Balduinstein – Obernhof

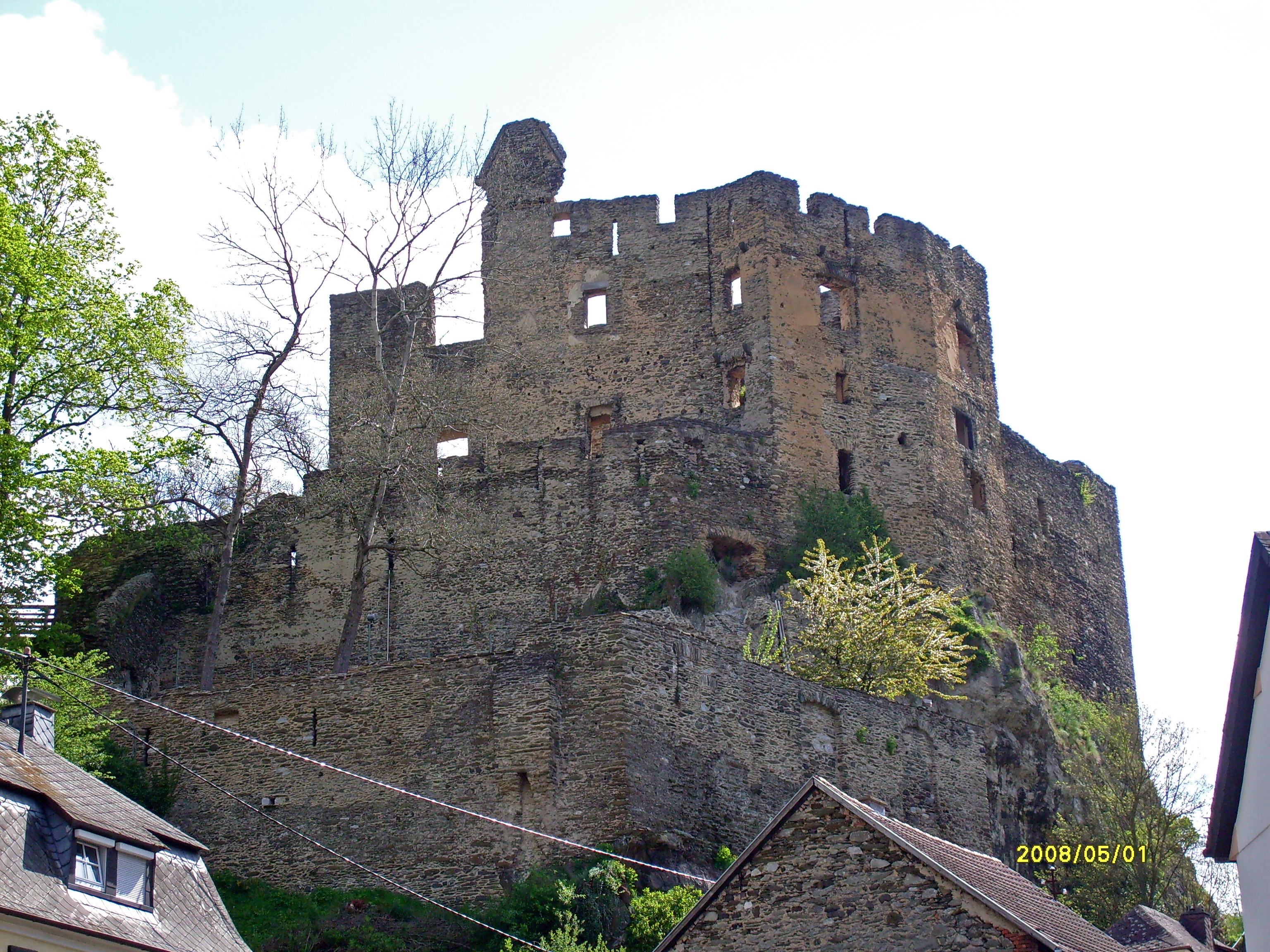
Burgruine Balduinstein

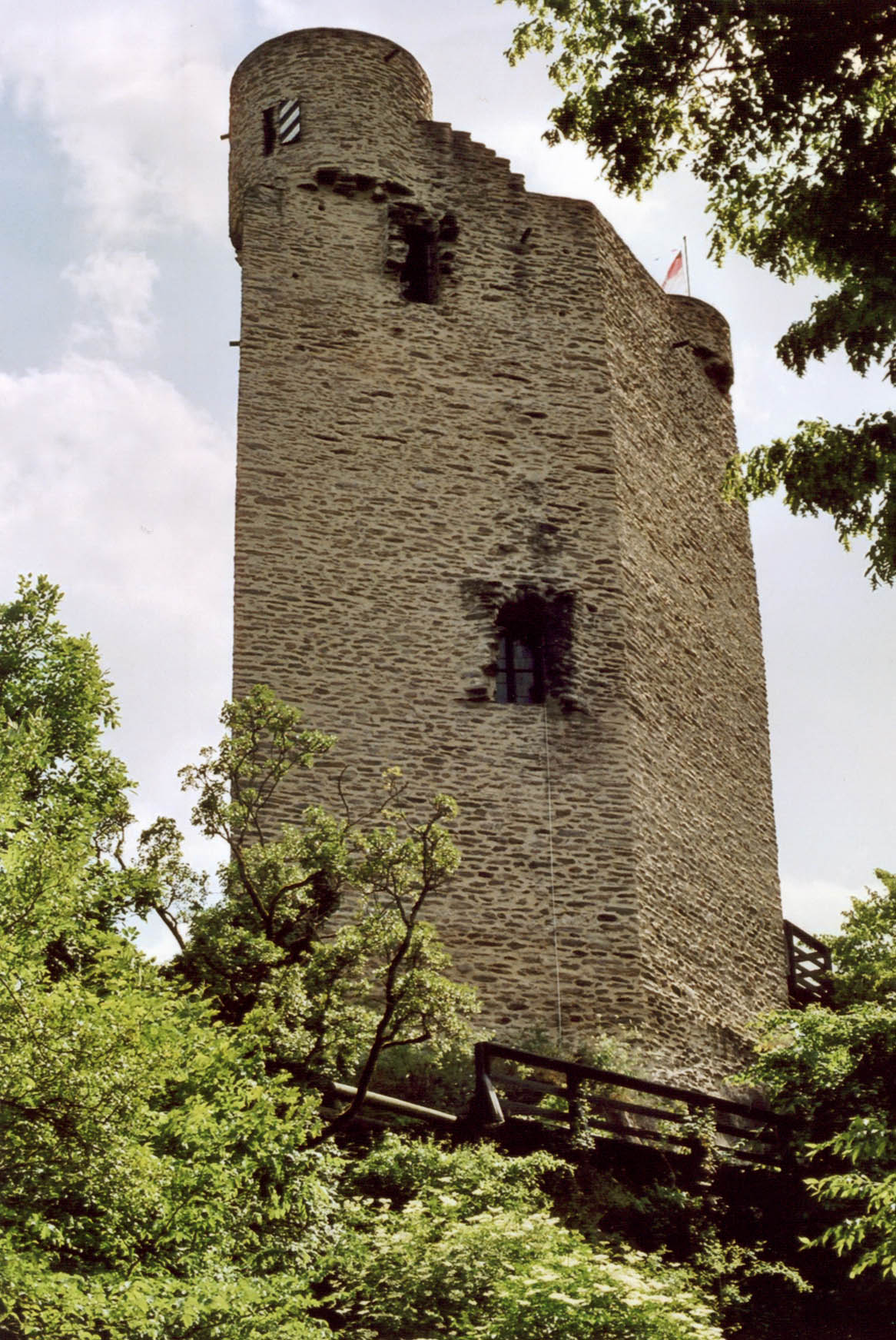
Wohnturm der Ruine Burg Laurenburg

- Distanz: 19,3 km
- Gehzeit: 6,5 Stunden
- Schwierigkeit: schwer

| Ort/Sehenswürdigkeit       | Strecke (km) | Höhe (m ü. NHN) | Weitere Informationen        |
| -------------------------- | ------------ | --------------- | ---------------------------- |
| Etappenbeginn Balduinstein | 0,0          | 112             | Am Bahnhof                   |
| Saukopp                    | 0,9          | 223             | Aussichtspavillon            |
| Gabelstein                 | 2,9          | 230             | Schutzhütte                  |
| Hellbachbrücke             | 6,1          | 109             |                              |
| Zeche Laurenburg           | 9,5          | 99              | Abzweig zum Bergbau-Lehrpfad |
| Wolfslei                   | 12,5         | 235             | Markanter Felsen             |
| Goethepunkt                | 17,2         | 248             | Abzweig zum Klettersteig     |
| Etappenende Obernhof       | 19,3         | 88              | An der Lahnbrücke            |

#### Beschreibung
Es handelt sich wegen der zahlreichen Auf- und Absteige um eine der herausforderndsten Etappen des gesamten Lahnwanderwegs. Kurz nach dem Start führen an der Kirche von Balduinstein Treppenstufen auf die bewaldete Anhöhe, wo nach wenigen hundert Metern der Pavillon am Saukopp einen guten Blick insbesondere zurück auf die Burgruine von Balduinstein erlaubt. Es folgt eine relativ flache Strecke am Waldrand und durch die Feldgemarkung ins Naturschutzgebiet Gabelstein-Höllenloch. Unmittelbar am Gabelstein steht eine Schutzhütte zur Verfügung. Im Wald durchquert der Weg das Höllenlochtal und überschreitet den Hellbach, um den Ortsrand von Steinsberg zu berühren und anschließend in Serpentinen in das Rupbachtal hinab zu führen. Es folgen ein erneuter Anstieg und eine Strecke mit vielen kleineren An- und Abstiegen durch den bekannten Wald des Lahnufers.
Mit Hilfe der Brücke von Laurenburg wird der Fluss überquert. Über ein ehemaliges Zechengelände geht es in erneuten Serpentinen wieder aus dem Lahntal hinaus. Hier ist der Abzweig auf den rund zwei Kilometer langen Grubenlehrpfad in Richtung Holzappel möglich, der zahlreiche Informationen über die Bergbautradition der Region bereithält. Der Lahnwanderweg folgt indes weiter mit einigem Abstand dem Flussverlauf. Nächste Zwischenstation ist die markante Felsformation Wolfslei in einer Lahnschleife. Nach einem weiteren Anstieg folgt eine längere, relativ ebene Etappe am Waldrand, bevor der Weg durch ein dichtes Waldgebiet hindurch wieder zum Fluss absteigt.
Am Goethepunkt über Obernhof ist neben dem weiten Ausblick in die Landschaft auch die Wahl zwischen der Fortsetzung der regulären Route und dem Wechsel auf den anspruchsvolleren Klettersteig möglich. In jedem Fall führt die Tour an den kleinen Weinbergen vorbei, die zu den letzten Relikten des Weinbaus an der Lahn gehören. Die Etappe endet an der Lahnbrücke von Obernhof. Der Bahnhof liegt direkt gegenüber an der anderen Flussseite.

### 18. Etappe: Obernhof – Bad Ems

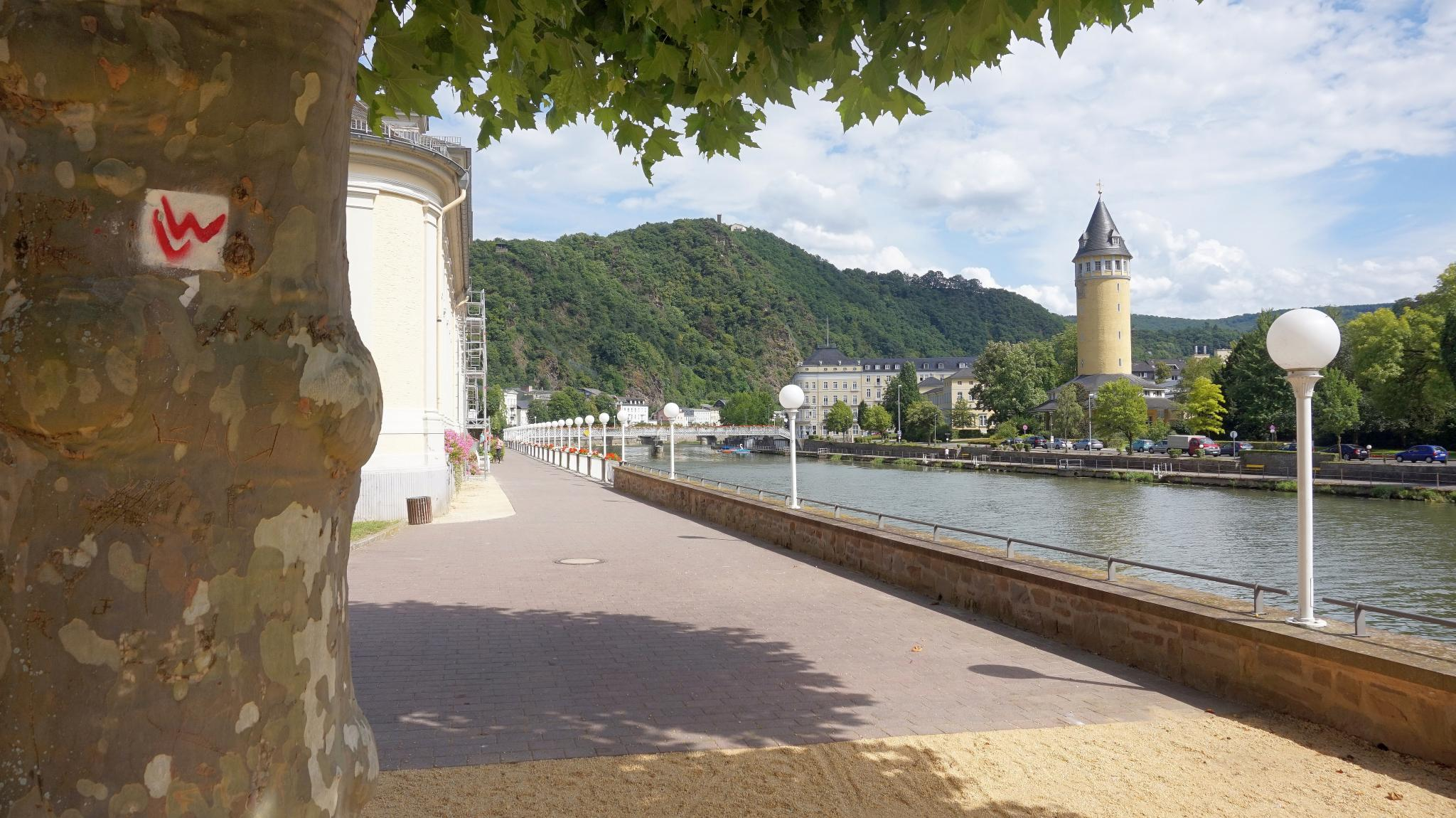
Uferpromenade an der Lahn in Bad Ems mit Blick auf den Quellenturm

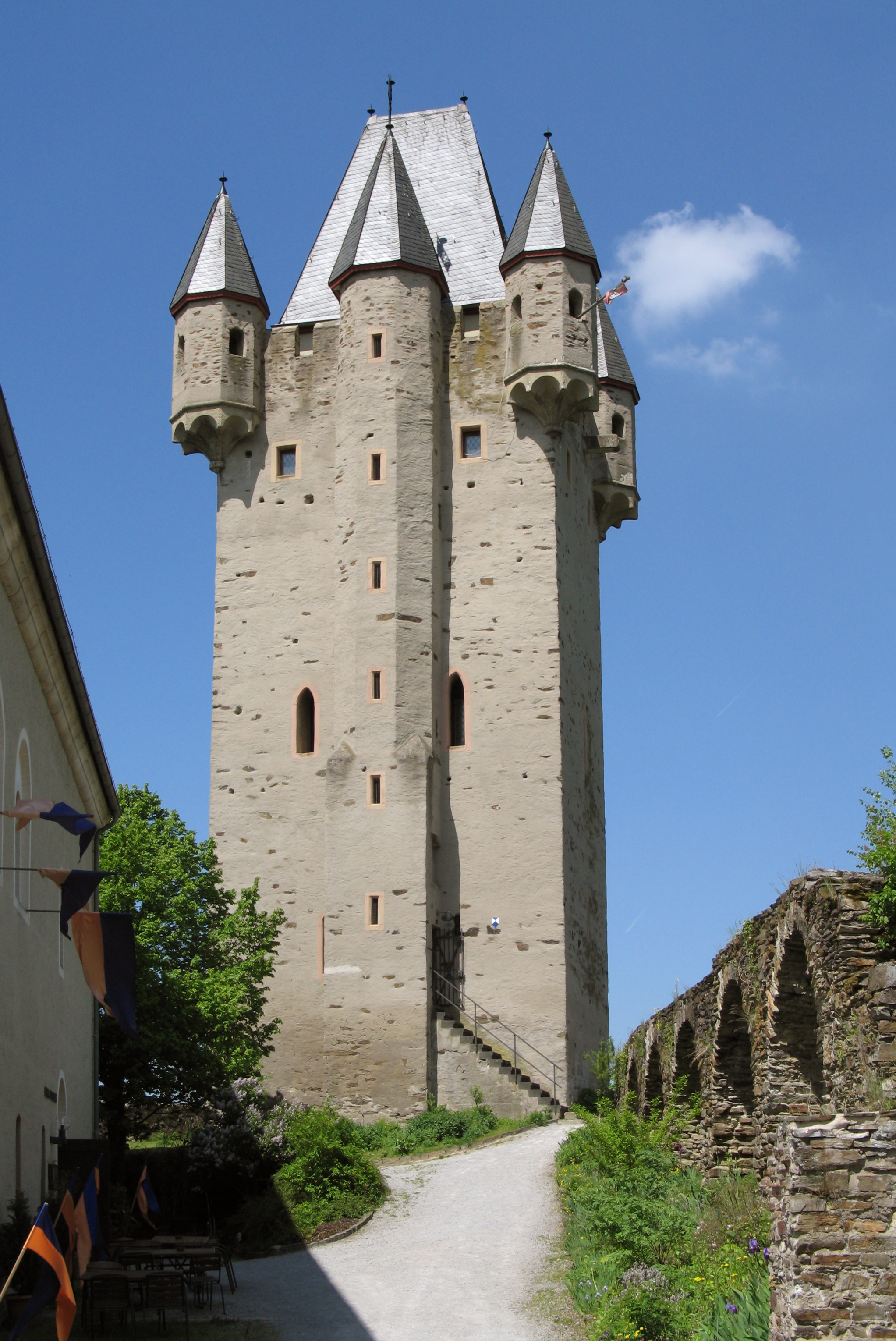
Burg Nassau

- Distanz: 19,5 km
- Gehzeit: 7 Stunden
- Schwierigkeit: schwer

| Ort/Sehenswürdigkeit   | Strecke (km) | Höhe (m ü. NHN) | Weitere Informationen     |
| ---------------------- | ------------ | --------------- | ------------------------- |
| Etappenbeginn Obernhof | 0,0          | 88              | An der Lahnbrücke         |
| Langenaublick          | 1,0          | 148             | Aussichtspunkt            |
| Brücke Weinähr         | 2,8          | 94              | Übergang über den Gelbach |
| Hohe Lay               | 4,9          | 246             | Aussichtspunkt, Hütte     |
| Lahnbrücke Nassau      | 7,8          | 82              |                           |
| Steinsche Burg         | 8,5          | 120             |                           |
| Kuxlay                 | 12,8         | 291             | Aussichtspunkt            |
| Lahnbrücke Dausenau    | 15,6         | 80              |                           |
| Concordiaturm          | 18,3         | 236             | Aussichtspunkt            |
| Bäderlei               | 19           | 135             | Aussichtspunkt            |
| Etappenende Bad Ems    | 19,5         | 76              | Im Kurviertel             |

#### Beschreibung
Der Weg verläuft zunächst ein kurzes Stück über Borngasse und Neue Straße deckungsgleich mit dem Ende der Voretappe, folgt dann aber der Lahn mit etwas Abstand flussabwärts. Die Route schlängelt sich auf Naturpfaden durch das Lahnknie um den Bernthahner Kopf und führt zum Aussichtspunkt Langenaublick, um schließlich bei Weinähr das Ufer des Gelbachs zu erreichen. Für knapp einen halben Kilometer folgt die Wanderstrecke dem Bach, um ihn am Ortsrand von Weinähr zu überschreiten. Es folgt der recht steile Anstieg zur Felsenspitze Hohe Lay, die Ruhebänke, eine Schutzhütte und einen weiten Ausblick ins Land bietet. Der folgende Abstieg entlang der Lahn führt in die Stadt Nassau hinein und an ihrem historischen Rathaus vorbei. Über die Lahnbrücke der Bundesstraße 417 wird der Fluss gequert.
Auf dem anderen Ufer zweigt der Weg nach rechts ab und führt in Serpentinen hinauf zur Steinschen Burg und zur Gedenkstätte für den Staatsreformer Freiherr vom Stein. Über eine Nebenroute von rund 700 Metern Länge ist die Burg Nassau erreichbar, der sowohl das Herzogshaus Nassau als auch das heutige niederländische Königshaus entstammen. Nach dem Abstieg ins Mühlbachtal folgt ein lang gezogener Anstieg durch das Waldgebiet südlich der Lahn. Dort ist der Aussichtspunkt Kuxlay das Zwischenziel. Kurz darauf folgt ein ebenso langer wie teils steiler Abstieg bis in den Ort Dausenau, der sich beidseitig der Lahn befindet. Dort wird der Fluss auf der Brücke der Bundesstraße 260 erneut gequert. In Dausenau ist die alte Stadtmauer sehenswert. Vorbei am Ackertsturm und der Ackertspforte verlässt der Lahnwanderweg den Ort.
Weiter geht es durch ein ausgedehntes Gebiet mit Wochenendhäusern. Hier steigt das Gelände über eine lange Strecke an, wenn auch ohne extreme Steilstücke. Etwa auf zwei Dritteln der Strecke nach Bad Ems bietet der Concordiaturm erneut einen Aussichtspunkt und markiert den Beginn des langsamen Abstiegs zum Etappenende hin. Unmittelbar am Stadtrand lädt die malerische Felsformation Bäderlei zum kurzen Verweilen ein. Die Etappe endet im Kurviertel vom Bad Ems. Der Bahnhof der Kreisstadt liegt rund 300 Meter entfernt auf der anderen Lahnseite, erreichbar über die Bäderlei-Brücke.

### 19. Etappe: Bad Ems – Niederlahnstein

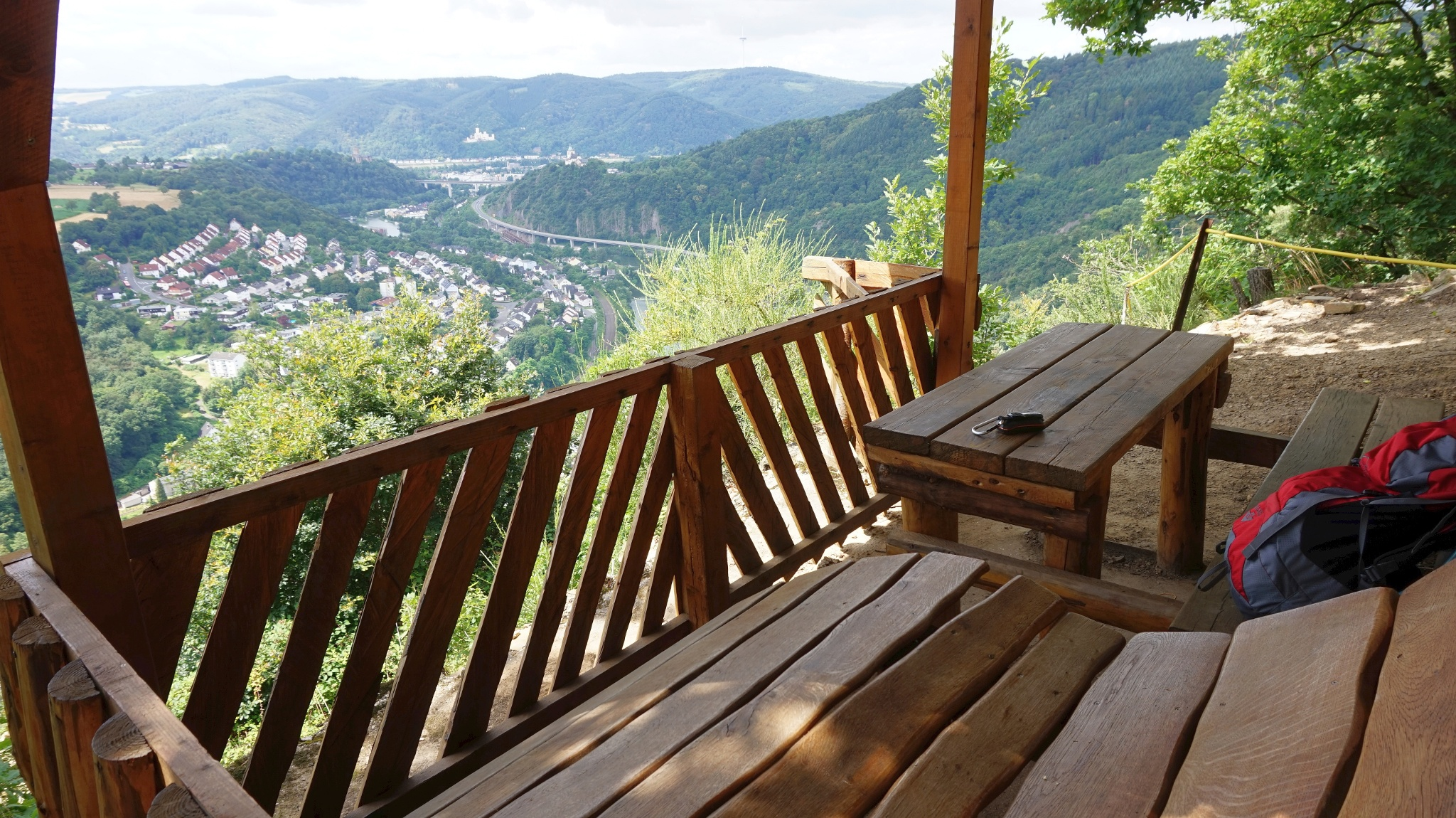
Blick vom Mehrsberg durch das Lahntal auf Lahnstein und Schloss Stolzenfels

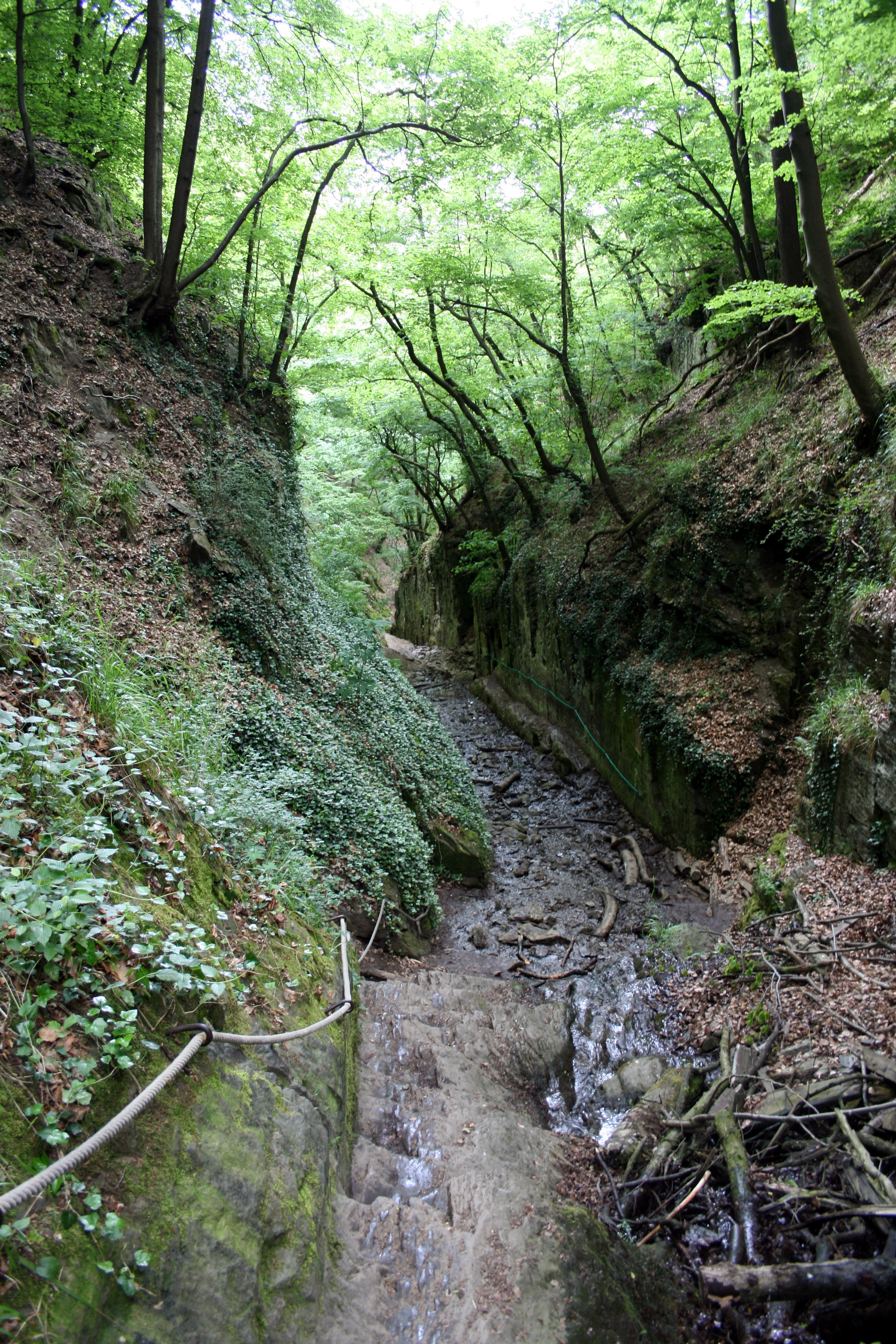
Ruppertsklamm

- Distanz: 16,4 km
- Gehzeit: 5 Stunden
- Schwierigkeit: mittel

| Ort/Sehenswürdigkeit   | Strecke (km) | Höhe (m ü. NHN) | Weitere Informationen |
| ---------------------- | ------------ | --------------- | --------------------- |
| Etappenbeginn Bad Ems  | 0,0          | 76              | An der Lahnbrücke     |
| Lemberg                | 3,2          | 110             | Naturdenkmal          |
| Gipfelkreuz            | 4,2          | 144             |                       |
| Höchster Punkt         | 8,3          | 289             | Am Geierkopf          |
| Wanderliegen Mehrsberg | 9,9          | 260             | Rastplatz             |
| Beginn Ruppertsklamm   | 11           | 231             |                       |
| Ende Ruppertsklamm     | 12,5         | 70              |                       |
| Lahnmündung            | 14,9         | 64              |                       |
| Etappenende Lahnstein  | 16,4         | 71              | Am Bahnhof            |

#### Beschreibung

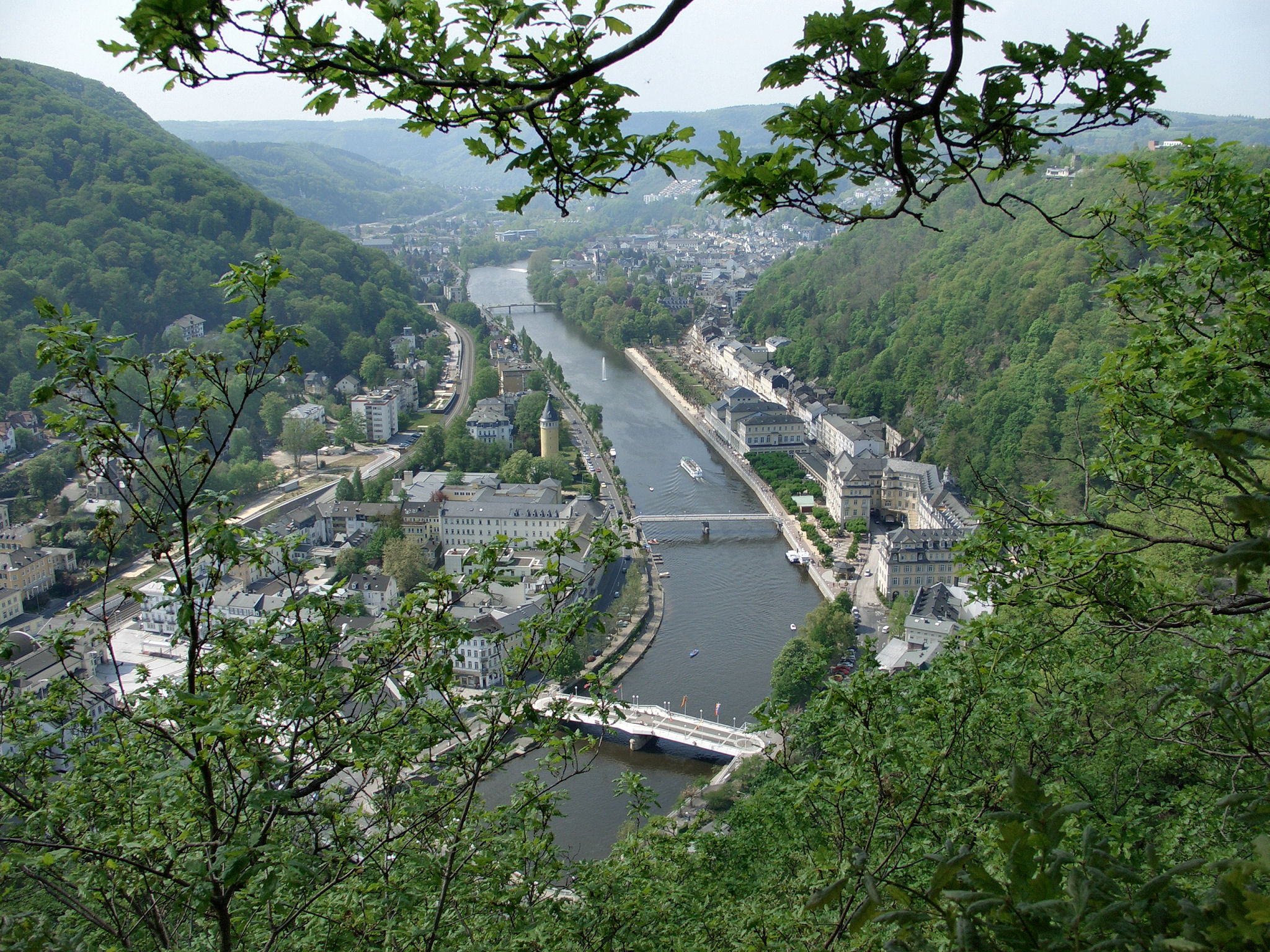
Das Lahntal bei Bad Ems

Die Etappe führt durch das gesamte Kurgebiet von Bad Ems und darüber hinaus unmittelbar am Flussufer entlang. Erst an der Carl-Heyer-Straße knickt die Route ab, entfernt sich etwas vom Fluss und steigt am Rand des Naturdenkmals Lemberg nach Fachbach hin an. Durch den Ort hindurch und weiter bergan bewegen sich die Wanderer auf dem historischen Postweg an einem Gipfelkreuz vorbei. Der Weg verläuft auf dem dicht bewaldeten Höhenzug rechtsseits der Lahn und steigt für rund fünf Kilometer stetig an. Am Geierkopf gegenüber von Miellen beginnt der Abstieg. Am Mehrsberg gegenüber von Friedland stehen Wanderliegen für eine Rast zur Verfügung.
An der Ruppertsklamm verläuft der Lahnwanderweg deckungsgleich mit dem Rheinsteig. Hier beginnt ein rund 1,5 Kilometer langer, gut gesicherte Abschnitt durch die steile Klamm. Am Ende der Klamm ist die Route wieder nahe am Lahnufer angekommen. Der Weg begleitet den Fluss nun in geringem Abstand auf seinen letzten zwei Kilometern nach Lahnstein hinein und bis zu seiner Mündung in den Rhein. Schließlich geht es noch ein kurzes Stück den Rhein entlang und zum Bahnhof Niederlahnstein, wo der Lahnwanderweg endet.

## Anschlüsse an Fernwanderwege
Am Beginn teilt sich der Lahnwanderweg ein Wegstück mit dem Rothaarsteig. Kurz vor dem Rhein werden Rheinhöhenweg und Rheinsteig gekreuzt. In Marburg besteht Anschluss an den Elisabethpfad. Immer wieder verläuft der Weg in kurzen Abschnitten gemeinsam mit dem Lahnhöhenweg.

## Karten
- Naturpark Nassau 3 (Ost). 1 : 25 000. Wanderkarte: Diez, Hahnstätten, Katzenelnbogen. Landesvermessungsamt Rheinland-Pfalz; 5. Auflage 2010. ISBN 3-89637-305-6.
- Naturpark Nassau 1 (West). 1 : 25 000. Wanderkarte: Bad Ems, Braubach, Lahnstein, Nassau. Landesvermessungsamt Rheinland-Pfalz; 4. Auflage 2011. ISBN 3-89637-268-8.